# Növényvédő szerek listája

## Besorolási (forgalmi) kategóriák
I.: Csak felsőfokú növényvédelmi képesítéssel rendelkező személy által forgalmazhatók, árusíthatók, vásárolhatók és használhatók fel a vonatkozó jogszabályok betartásával.
II.: Csak középfokú növényvédelmi képesítéssel vagy külön jogszabályban meghatározott tanfolyam elvégzése alapján kiadott engedéllyel rendelkező személy által forgalmazhatók, árusíthatók, illetve használhatók fel.
III.: Képesítés nélkül felhasználhatók házi- és kiskertekben is, a növényvédő szer csomagolásán lévő címkén részletezett előírások betartásával.
Visszavont: az EU-ban időközben visszavonták a szer használati engedélyét.
A növényvédőszerek használata veszélyes üzem, mivel veszélyes lehet a természeti környezetre.

## Rövidítések
- E, EC, L, LC = emulzióképző folyékony szer
- WP, W, SP = nedvesíthető, por alakú szer
- F, FL? WSC = vízben oldódó, folyékony készítmény
- FW = vizes törzsszuszpenzió
- ULV, = csökkentett vízmennyiséggel kijuttatható szer
- D = porzószer
- G = granulátum
- DF, DG, WG = vízben diszpergálható / oldható granulátum

## Lista
| A szer megnevezése             | Hatóanyag(ok)                                                                                          | Alkalmazás                                            | Besorolás  |
| ------------------------------ | --- | ----------------------------------------------------- | ---------- |
| 2,4 D AMINSÓ 450 SL            | 450 g/l 2,4-D (dimetilamin só)                                                                         | gyomirtó szer (folyékony)                             | II.        |
| ACANTO 250 SC                  | 250 g/l pikoxistrobin                                                                                  | gombaölő szer (folyékony)                             | III.       |
| ACENIT 50 EC                   | 50% acetoklór                                                                                          | gyomirtó szer                                         | II.        |
| ACENIT A 880 EC                | 800 g/l acetoklór + 80 g/l AD-67 antidótum                                                             | gyomirtó szer (folyékony)                             | II.        |
| ACORD 500 SC                   | 500 g/l etofumezát                                                                                     | gyomirtó szer                                         | I.         |
| ACROBAT MZ                     | 9% dimetomorf + 60% mankoceb                                                                           | (por alakú), gombaölő szer                            | III.       |
| ACTARA 25 WG                   | 25% tiametoxam                                                                                         | rovarölő szer (vízoldható granulátum)                 | III.       |
| ACTELLIC 50 EC                 | 50% pirimifosz-metil                                                                                   | rovarölő szer (folyékony)                             | III.       |
| ACTIROB B                      | 100% növényi olaj (repce)                                                                              | hatásfokozó adalékanyag                               | III.       |
| ADMIRAL 10 EC                  | 100 g/l piriproxifen                                                                                   | rovarölő szer (folyékony)                             | II.        |
| AFALON DISPERSION              | 450 g/l linuron                                                                                        | gyomirtó szer (folyékony)                             | II.        |
| AFFINITY WG                    | 0,75% karfentrazon + 50% izoproturon                                                                   | gyomirtó szer (granulátum)                            | I.         |
| AGIL 100 EC                    | 100 g/l propaquizafop                                                                                  | gyomirtó szer (folyékony)                             | III.       |
| AGRILKÉN                       | 7% poliszulfidkén + 58% vazelinolaj                                                                    | lemosó (folyékony)                                    | III.       |
| AGROCIT                        | 50% benomil                                                                                            | csávázószer (por alakú                                | nincs adat |
| AGROFIX                        | 0,3% vas-poliakrilamid-komplex                                                                         | adalékanyag (vizes gél)                               | III.       |
| AGROFUR                        | 40% karbofurán                                                                                         | talajfertőtlenítő szer (folyékony)                    | visszavont |
| AGROL PLUSZ                    | 90% vazelinolaj                                                                                        | rovarölő szer, segédanyag (folyékony)                 | III.       |
| AGROPON                        | 95% fehérolaj                                                                                          | adalékanyag (folyékony)                               | III.       |
| AGROSILD                       | 200 g/l karbendazim + 170 g/l karboxin                                                                 | gombaölő szer, csávázószer (folyékony)                | visszavont |
| AGROXONE 75                    | 750 g/l MCPA (DMA)                                                                                     | gyomirtó szer (folyékony)                             | nincs adat |
| AKTIKON 80 WP (ESSENTIAL USE)  | 80% atrazin                                                                                            | gyomirtó szer (por alakú)                             | I.         |
| ALAR 85                        | 85% daminozid                                                                                          | termésszabályozó anyag (por alakú)                    | I.         |
| ALERT S                        | 125 g/l fluzilazol + 250 g/l karbendazim                                                               | gombaölő szer (folyékony)                             | visszavont |
| ALIETTE 80 WP                  | 80% fosetil-Al                                                                                         | gombaölő szer (por alakú)                             | III.       |
| ALIROX 80 EC                   | 72,5% EPTC + 7,5% AD-67                                                                                | gyomirtó szer (folyékony)                             | visszavont |
| ALLY 20 DF                     | 20% metszulfuron-metil                                                                                 | gyomirtó szer (granulátum)                            | I.         |
| ALLY STAR                      | 90 g Ally 20 DF + 0,9 l Starane 250 EC                                                                 | gyomirtó szer (iker csomagolás)                       | I.         |
| ALPHA-COMBI                    | 12,5 g/l eszfenvalerát + 250 g/l fenitrotion                                                           | rovarölő szer (folyékony)                             | I.         |
| ALPHAGUARD 100 EC              | 10% alfametrin (alfa-cipermetrin)                                                                      | rovarölő szer (folyékony)                             | II.        |
| ALSYSTIN 25 WP                 | 25% triflumuron                                                                                        | rovarölő szer (por alakú)                             | III.       |
| ALTIMA                         | 500 g/l fluazinam                                                                                      | gombaölő szer (folyékony                              | II.        |
| ALTO COMBI 420                 | 120 g/l ciprokonazol + 300 g/l karbendazim                                                             | gombaölő szer (folyékony)                             | visszavont |
| AMISTAR                        | 250 g/l azoxistrobin                                                                                   | gombaölő szer (folyékony)                             | III.       |
| AMISTAR TER                    | 100 g/l azoxistrobin + 62,5 g/l hexakonazol                                                            | gombaölő szer (folyékony)                             | II.        |
| AMISTAR XTRA                   | 200 g/l azoxistrobin + 80 g/l ciprokonazol                                                             | gombaölő szer (folyékony)                             | II.        |
| ANELDA PLUS 80 EC              | 72,5% butilát + 7,5% TI-35/AD-67                                                                       | gyomirtó szer (folyékony)                             | visszavont |
| ANELIROX 80 EC                 | 36% EPTC + 36% butilát + 8% AD-67                                                                      | gyomirtó szer (folyékony)                             | visszavont |
| ANTIFOAM                       | 36,6% szilikonolaj                                                                                     | habzásgátló (folyékony)                               | III.       |
| ANTIVAD                        | kátrány + gyanta + olaj + gyapjúzsír                                                                   | vadriasztó szer (kenhető)                             | III.       |
| ANTRACOL WP                    | 70% propineb                                                                                           | gombaölő szer (por alakú)                             | III.       |
| ANVIL SC                       | 5% hexakonazol                                                                                         | gombaölő szer (folyékony)                             | III.       |
| APACS 50 WG                    | 50% klotianidin                                                                                        | rovarölő szer (granulátum)                            | II.        |
| APPLAUD 25 WP                  | 25% buprofezin                                                                                         | rovarölő szer (por alakú)                             | III.       |
| APRON XL 350 FS                | 350 g/l mefenoxam (metalaxil-M)                                                                        | gombaölő szer, csávázószer (folyékony)                | I.         |
| ARCHER 425 EC                  | 125 g/l propikonazol + 300 g/l fenpropimorf                                                            | gombaölő szer (folyékony)                             | II.        |
| ARRAT                          | 25% tritoszulfuron + 50% dikamba                                                                       | gyomirtó szer (granulátum)                            | I.         |
| ARRAT+DASH HC                  | 3x0,8 l Arrat + 6x1 l Dash HC                                                                          | gyomirtó szer (iker csomagolás)                       | I.         |
| ARTEA 330 EC                   | 80 g/l ciprokonazol + 250 g/l propikonazol                                                             | gombaölő szer (folyékony)                             | II.        |
| ARVALIN-LR                     | 4% cink-foszfid                                                                                        | lótücsökirtó csalétek, rágcsálóirtó szer              | III.       |
| ASTRA RÉZOXIKLORID             | 88% réz-oxiklorid                                                                                      | gombaölő szer (por alakú)                             | III.       |
| ATHOS                          | 75% szulfoszulfuron                                                                                    | gyomirtó szer (vízoldható granulátum)                 | I.         |
| ATRANEX 50 SC (ESSENTIAL USE)  | 500 g/l atrazin                                                                                        | gyomirtó szer (folyékony)                             | I.         |
| ATRANEX 90 WG (ESSENTIAL USE)  | 90% atrazin                                                                                            | gyomirtó szer                                         | I.         |
| ATRAZIN 500 FW (ESSENTIAL USE) | 450 g/l atrazin                                                                                        | gyomirtó szer (folyékony)                             | I.         |
| AURORA SUPER SG                | 1,5% karfentrazon + 60% mekoprop-P                                                                     | gyomirtó szer (vízoldható granulátum)                 | I.         |
| AURORA WG                      | 50% karfentrazon                                                                                       | gyomirtó szer (vízoldható granulátum)                 | I.         |
| AVAUNT 150 SC                  | 150 g/l indoxakarb                                                                                     | rovarölő szer (vízoldható granulátum)                 | II.        |
| AZTEC 140 EW                   | 140 g/l triazamát                                                                                      | rovarölő szer (folyékony)                             | visszavont |
| BACTUCID P                     | 5% Bacillus thuringiensis (Kurstaki)                                                                   | biológiai, rovarölő szer (por alakú)                  | I.         |
| BALANCE                        | 19% klórszulfuron + 37,5% flupirszulfuron-metil                                                        | gyomirtó szer (vízoldható csomagolásban)              | I.         |
| BANCOL 50 WP (ESSENTIAL USE)   | 50% benszultáp                                                                                         | rovarölő szer (por alakú)                             | visszavont |
| BANCOL 500 SC (ESSENTIAL USE)  | 50% benszultáp                                                                                         | rovarölő szer (folyékony)                             | visszavont |
| BANDRIFT PLUS                  | 25% akrilamid monopolimer + 65% paraffinolaj                                                           | adalékanyag (folyékony)                               | III.       |
| BANVEL 480 S                   | 480 g/l dikamba (dimetilamin só)                                                                       | gyomirtó szer (folyékony)                             | I.         |
| BASAGRAN                       | 480 g/l bentazon                                                                                       | gyomirtó szer (folyékony)                             | I.         |
| BASAGRAN FORTE                 | 480 g/l bentazon                                                                                       | gyomirtó szer (folyékony)                             | I.         |
| BASAMID G                      | 98% dazomet                                                                                            | talajfertőtlenítő szer (granulátum)                   | III.       |
| BASIS 75 DF                    | 50% rimszulfuron + 25% tifenszulfuron-metil                                                            | gyomirtó szer (vízoldható granulátum)                 | I.         |
| BASUDIN 5 G                    | 5% diazinon                                                                                            | talajfertőtlenítő/rovarölő szer (granulátum)          | III.       |
| BASUDIN 600 EW                 | 600 g/l diazinon                                                                                       | rovarölő szer (folyékony)                             | III.       |
| BAYMAT SPRAY                   | 0,075% bitertanol                                                                                      | gombaölő szer, aeroszol                               | III.       |
| BEE-HERE                       | 21,3% természetes méh feromon                                                                          | méhcsalogató szer (folyékony)                         | III.       |
| BEETUP TRIO SC                 | 60 g/l fenmedifam + 60 g/l dezmedifam + 60 g/l etofumezát                                              | gyomirtó szer (folyékony)                             | I.         |
| BELLKUTE 40 WP                 | 40% iminoktadin-albeszilát                                                                             | gombaölő szer (por alakú)                             | II.        |
| BENAZOL 50 WP                  | 50% benomil                                                                                            | gombaölő szer (por alakú)                             | III.       |
| BENEFEX                        | 18% benefin                                                                                            | gyomirtó szer (folyékony)                             | III.       |
| BESTSELLER 100 EC              | 100 g/l alfametrin                                                                                     | rovarölő szer (folyékony)                             | II.        |
| BETANAL EXPERT                 | 9% fenmedifam + 7% dezmedifam + 11% etofumezát                                                         | gyomirtó szer (folyékony)                             | I.         |
| BETASANA                       | 161 g/l fenmedifam                                                                                     | gyomirtó szer (folyékony)                             | I.         |
| BETOXON 500 FW                 | 500 g/l kloridazon                                                                                     | gyomirtó szer (folyékony)                             | I.         |
| BETOXON F 430                  | 430 g/l kloridazon                                                                                     | gyomirtó szer (folyékony)                             | I.         |
| BETOXON P 65                   | 65% kloridazon                                                                                         | gyomirtó szer (por alakú)                             | I.         |
| BETTER DF                      | 65% kloridazon                                                                                         | gyomirtó szer (granulátum)                            | I.         |
| BF-51 90 WSC                   | 90% izopamfosz                                                                                         | gombaölő szer, csávázószer (folyékony)                | I.         |
| BI 58 EC                       | 38% dimetoát                                                                                           | rovarölő szer (folyékony)                             | II.        |
| BIO-BEE                        | 16-60 egyed/k poszméh (Bombus terrestris)                                                              | élő poszméh kaptárakban                               | III.       |
| BIO-FILM                       | 74,5% etoxi-etanol + zsírsavak                                                                         | adalékanyag, rovarölő szer, atkaölő szer (folyékony)  | III.       |
| BIO-SECT                       | 15% alifás zsírsav                                                                                     | rovarölő szer (folyékony)                             | III.       |
| BIO-SECT SPRAY                 | 0,3% alifás zsírsav                                                                                    | rovarölő szer, aeroszol                               | III.       |
| BIOBEST                        | rovarpatogén szervezetek                                                                               | rovarölő szer, biológiai                              | III.       |
| BIOBEST ENCARSIA               | Encarsia formosa                                                                                       | rovarölő szer, biológiai                              | III.       |
| BIOBEST VIRÁGBEPORZÓ           | poszméh (Bombus terrestris)                                                                            | élő poszméh kaptárakban                               | III.       |
| BIOCERA                        | zsír + viasz + gyanta + olaj anyagok + etil-alkohol                                                    | élő rovar, oltóviasz (kenőcs)                         | III.       |
| BIOKOLL E                      | 15% fehérje-cink-komplex                                                                               | adalékanyag                                           | III.       |
| BIOLA                          | 50% növényi olaj                                                                                       | rovarölő szer (folyékony)                             | III.       |
| BIOPLANT FLORA KONCENTRÁTUM    | 4% természetes piretrin + 4% PBO                                                                       | rovarölő szer (folyékony)                             | III.       |
| BIOPLANT FLORA SPRAY           | 0,08% természetes piretrin + 0,08% PBO                                                                 | rovarölő szer, aeroszol                               | III.       |
| BIORÁCIÓ 19                    | 15% káliszappan                                                                                        | nedvesítő szer (folyékony)                            | III.       |
| BIOSILD BD                     | 150 g/l karbendazim + 15 g/l dinikonazol                                                               | gombaölő szer, csávázószer (folyékony)                | visszavont |
| BIOSOL-KÁLISZAPPAN             | 30% káliszappan                                                                                        | tapadásfokozó                                         | III.       |
| BORDÓI POR                     | 20% réz (bordói keverék)                                                                               | gombaölő szer                                         | III.       |
| BORDÓI POR BORDEAUX            | 71,1% rézszulfát alapú bordói komplex                                                                  | gombaölő szer (por alakú)                             | III.       |
| BORDÓILÉ + KÉN FW              | 290 g/l kén + 215 g/l tribázikus rézszulfát                                                            | gombaölő szer (folyékony)                             | III.       |
| BORDÓILÉ ALAPANYAG             | rézszulfát + mész                                                                                      | gombaölő szer (por alakú)                             | III.       |
| BORDÓILÉ FW                    | 350 g/l tribázikus réz-szulfát                                                                         | gombaölő szer (folyékony)                             | III.       |
| BORDÓMIX DG                    | 20% réz (bázikus réz-szulfát)                                                                          | gombaölő szer                                         | III.       |
| BRAVO 500                      | 500 g/l klórtalonil                                                                                    | gombaölő szer (folyékony)                             | II.        |
| BRILL                          | 20% ásványolaj                                                                                         | levélfényesítő szer (spray                            | nincs adat |
| BROMOTRIL 25 SC                | 250 g/l bromoxinil                                                                                     | gyomirtó szer (folyékony)                             | II.        |
| BROMOTRIL 40 EC                | 400 g/l bromoxinil                                                                                     | gyomirtó szer (folyékony)                             | II.        |
| BUDAMIX WSC                    | 350 g/l diklórprop + 220 g/l MCPA                                                                      | gyomirtó szer (folyékony)                             | nincs adat |
| BULLDOCK 25 EC                 | 2,5% béta-ciflutrin                                                                                    | rovarölő szer (folyékony)                             | II.        |
| BUMPER 25 EC                   | 250 g/l propikonazol                                                                                   | gombaölő szer (folyékony                              | III.       |
| BUMPER SUPER                   | 400 g/l prokloráz + 90 g/l propikonazol                                                                | gombaölő szer (folyékony)                             | II.        |
| BUTISAN S                      | 500 g/l metazaklór                                                                                     | gyomirtó szer (folyékony)                             | nincs adat |
| BUTISAN STAR                   | 333 g/l metazaklór + 83 g/l quinmerak                                                                  | gyomirtó szer (folyékony)                             | I.         |
| BUTOXONE M-40                  | 400 g/l MCPB                                                                                           | gyomirtó szer (folyékony)                             | I.         |
| BUVAD H                        | kvarchomok + denaturált szesz + ragasztóanyag                                                          | vadriasztó szer (pép)                                 | III.       |
| BUVAD R                        | kvarchomok + denaturált szesz + ragasztóanyag                                                          | vadriasztó szer (pép)                                 | III.       |
| BUVATOX 5 G                    | 4,7% fenitrotion + 0,3% malation                                                                       | talajfertőtlenítő szer (granulátum)                   | III.       |
| BUVICID F                      | 50% folpet                                                                                             | gombaölő szer (por alakú)                             | II.        |
| BUVICID K                      | 50% kaptán                                                                                             | gombaölő szer (por alakú)                             | III.       |
| BUVICID K 370 SC               | 31% kaptán + 17% növényi olaj + 10% karbamid                                                           | gombaölő szer (folyékony)                             | III.       |
| BUVISILD BR                    | 22,5% karbendazim + 7,5% rézoxikinolát                                                                 | gombaölő szer, csávázószer (folyékony)                | visszavont |
| BUVISILD CB                    | 15% karboxin + 15% karbendazim                                                                         | gombaölő szer, csávázószer (folyékony)                | visszavont |
| BUVISILD K                     | 30% kaptán                                                                                             | gombaölő szer, csávázószer (folyékony)                | I.         |
| CABRIO TOP                     | 5% piraklostrobin + 55% metiram                                                                        | gombaölő szer (granulátum)                            | II.        |
| CADENCE 70 WG                  | 70% dikamba (nátrium só)                                                                               | gyomirtó szer (granulátum)                            | I.         |
| CALCUREA G                     | 1,8% diklórprop + 0,2% dikamba + N műtrágya                                                            | gyomirtó szer (granulátum)                            | III.       |
| CALLAM                         | 125 g/kg tritoszulfuron + 600 g/kg dikamba                                                             | gyomirtó szer (vízoldható granulátum)                 | I.         |
| CALLISTO 4 SC                  | 480 g/l mezotrion                                                                                      | gyomirtó szer (folyékony)                             | II.        |
| CALLISTO MEGAPRIM              | 20 l Gesaprim 500 FW + 3 l Callisto 4 SC                                                               | gyomirtó szer (gyűjtő csomagolás)                     | I.         |
| CALYPSO 480 SC                 | 480 g/l tiakloprid                                                                                     | rovarölő szer (folyékony)                             | II.        |
| CAMBIO                         | 320 g/l bentazon + 90 g/l dikamba                                                                      | gyomirtó szer (folyékony)                             | I.         |
| CANTUS                         | 50% boscalid                                                                                           | gombaölő szer (granulátum)                            | II.        |
| CAPTAN 50 WP                   | 50% kaptán                                                                                             | gombaölő szer (por alakú)                             | III.       |
| CARAMBA SL                     | 60 g/l metkonazol                                                                                      | gombaölő szer (folyékony)                             | II.        |
| CASCADE 5 EC                   | 50 g/l flufenoxuron                                                                                    | rovarölő szer (folyékony)                             | II.        |
| CASORON G                      | 6,75% diklobenil                                                                                       | gyomirtó szer                                         | III.       |
| CELAFLOR VAKOND STOP           | 16,2% illóolaj + illataroma + lenolaj + aldehid                                                        | vakondriasztó szer (labdacs)                          | III.       |
| CERBERUS 430 SC                | 430 g/l kloridazon                                                                                     | gyomirtó szer (folyékony)                             | I.         |
| CERBERUS 80 WP                 | 80% kloridazon                                                                                         | gyomirtó szer (por alakú)                             | I.         |
| CERBERUS EKO                   | 28% kloridazon                                                                                         | gyomirtó szer                                         | I.         |
| CERVACOL EXTRA                 | 70% ásványi anyag                                                                                      | vadriasztó szer (kenőcs)                              | III.       |
| CHAMP DP                       | 58% réz-hidroxid                                                                                       | gombaölő szer (granulátum)                            | III.       |
| CHAMPION 2 FL                  | 36% réz-hidroxid                                                                                       | gombaölő szer                                         | III.       |
| CHAMPION 50 WP                 | 77% réz-hidroxid                                                                                       | gombaölő szer (por alakú)                             | III.       |
| CHARISMA EC                    | 107 fluzilazol + 100 g/l famoxat                                                                       | gombaölő szer (folyékony)                             | I.         |
| CHESS 25 WP                    | 25% pimetrozin                                                                                         | rovarölő szer (por alakú)                             | III.       |
| CHESS 50 WG                    | 50% pimetrozin                                                                                         | rovarölő szer (granulátum)                            | III.       |
| CHIKARA 25 WG                  | 25% flazaszulfuron                                                                                     | gyomirtó szer (granulátum                             | I.         |
| CHINMIX 5 EC                   | 50 g/l béta-cipermetrin                                                                                | rovarölő szer (folyékony)                             | III.       |
| CHINMIX 5 SC                   | 5% béta-cipermetrin                                                                                    | rovarölő szer (folyékony)                             | III.       |
| CHINMIX TURBO                  | 100 g/l béta-cipermetrin + 100 g/l verbutin                                                            | rovarölő szer (folyékony)                             | II.        |
| CHINOOK 200 FS                 | 100 g/l imidakloprid + 100 g/l béta-ciflutrin                                                          | rovarölő szer, csávázószer                            | I.         |
| CHINUFUR 40 FW                 | 40% karbofurán                                                                                         | talajfertőtlenítő szer, csávázószer (folyékony)       | visszavont |
| CHISEL 75 DF                   | 68,2% tifenszulfuron-metil + 6,8% klórszulfuron                                                        | gyomirtó szer (granulátum)                            | I.         |
| CHORUS 75 WG                   | 75% ciprodinil                                                                                         | gombaölő szer (granulátum)                            | III.       |
| CLARINET                       | 150 g/l pirimetanil + 50 g/l fluquinkonazol                                                            | gombaölő szer (folyékony)                             | II.        |
| CLICK FL                       | 500 g/l terbutilazin                                                                                   | gyomirtó szer (folyékony)                             | I.         |
| CLINIC 480 SL                  | 480 g/l glifozát-izopropilamin só                                                                      | gyomirtó szer (folyékony)                             | III.       |
| CLIOPHAR 300 SL                | 300 g/l klopiralid                                                                                     | gyomirtó szer                                         | I.         |
| CLORTOSIP 75 WP                | 75% klórtalonil                                                                                        | gombaölő szer (por alakú)                             | III.       |
| CLORTOSIP L                    | 500 g/l klórtalonil                                                                                    | gombaölő szer (folyékony)                             | II.        |
| COMMAND 48 EC                  | 480 g/l klomazon                                                                                       | gyomirtó szer (folyékony)                             | I.         |
| CONCEP III.                    | 960 g/l fluxofenim                                                                                     | antidótum (folyékony)                                 | I.         |
| CONFIDOR 200 SL                | 200 g/l imidakloprid                                                                                   | rovarölő szer (folyékony)                             | II.        |
| CONTAF                         | 50 g/l hexakonazol                                                                                     | gombaölő szer (folyékony)                             | III.       |
| COSAVET DF                     | 80% kén                                                                                                | gombaölő szer (granulátum                             | nincs adat |
| COUNTER 5 G                    | 5,5% terbufosz                                                                                         | rovarölő szer, talajfertőtlenítő szer                 | nincs adat |
| CRITOX                         | 33% kálium-nitrát + 30% kénpor                                                                         | rágcsálóirtó szer                                     | III.       |
| CRUISER 350 FS                 | 350 g/l tiametoxam                                                                                     | rovarölő szer, csávázószer                            | III.       |
| CRUISER 70 WS                  | 700 g/kg tiametoxam                                                                                    | rovarölő szer, csávázószer                            | I.         |
| CRUISER OSR 322 FS             | 8 g/l fludioxonil + 33,3 g/l metalaxil-M + 280 g/l tiametoxam                                          | csávázószer, gombaölő szer, rovarölő szer             | I.         |
| CUPERTINE F                    | 200 g/kg réz (bázikus réz-szulfát) + 100 g/kg folpet                                                   | gombaölő szer (por alakú)                             | II.        |
| CUPERTINE M                    | 200 g/kg réz (bázikus réz-szulfát) + 80 g/kg mankoceb                                                  | gombaölő szer (por alakú)                             | III.       |
| CUPROFIX 30 DG                 | 30% mankoceb + 12% réz (bázikus réz-szulfát)                                                           | gombaölő szer                                         | III.       |
| CUPROSAN 50 WP                 | 50% réz (réz-oxiklorid)                                                                                | gombaölő szer                                         | III.       |
| CUPROXAT FW                    | 350 g/l tribázikus réz-szulfát (190 g/l fémréz)                                                        | gombaölő szer (folyékony)                             | III.       |
| CURSATE F                      | 4% cimoxanil + 48% folpet                                                                              | gombaölő szer (folyékony)                             | II.        |
| CURSATE R                      | 4% cimoxanil + 70% réz-oxiklorid                                                                       | gombaölő szer (por alakú)                             | III.       |
| CYCOCEL 460                    | 460 g/l klórmekvát                                                                                     | regulátor (folyékony)                                 | I.         |
| CYPER 10 EM                    | 10% cipermetrin                                                                                        | rovarölő szer (folyékony)                             | III.       |
| CYPERIL 10 EC                  | 10% cipermetrin                                                                                        | rovarölő szer (folyékony)                             | III.       |
| CYPERIL-S ULV                  | 8 g/l béta-cipermetrin                                                                                 | rovarölő szer                                         | I.         |
| CYPERKILL 25 EC                | 250 g/l cipermetrin                                                                                    | rovarölő szer (folyékony)                             | III.       |
| CYREN EC                       | 480 g/l klórpirifosz                                                                                   | rovarölő szer (folyékony)                             | I.         |
| DANACETÁT                      | 750 g/l MCPA (DMA)                                                                                     | gyomirtó szer (folyékony)                             | I.         |
| DANADIM 40 EC                  | 40% dimetoát                                                                                           | rovarölő szer (folyékony)                             | II.        |
| DANMIX                         | 167 g/l MCPA (DMA) + 500 g/l diklórprop (K)                                                            | gyomirtó szer (folyékony)                             | nincs adat |
| DASH HC                        | 16,5% metiloleát + 16,5% metilpalmilát                                                                 | adalékanyag (folyékony)                               | III.       |
| DECIS 2,5 EC                   | 25 g/l deltametrin                                                                                     | rovarölő szer (folyékony)                             | III.       |
| DECIS WST                      | 25% deltametrin                                                                                        | rovarölő szer (tabletta)                              | III.       |
| DEGESH MAGTOXIN                | 66% magnézium-foszfid                                                                                  | gázosító szer                                         | I.         |
| DELAN 700 WG                   | 70% ditianon                                                                                           | gombaölő szer (vízoldható granulátum)                 | II.        |
| DELICIA CSIGAÖLŐ SZER          | 5% metaldehid                                                                                          | csigaölő szer                                         | III.       |
| DELICIA GASTOXIN               | 60% aluminium-foszfid                                                                                  | rovarölő szer, gázosító szer (tabletta)               | I.         |
| DELICIA TASAK                  | 100% aluminium-foszfid                                                                                 | rovarölő szer, gázosító szer                          | I.         |
| DENDROCOL 17 SK                | természetes gyanta + rézszappan                                                                        | vadriasztó szer (folyékony)                           | III.       |
| DETIA DEGESCH SCHNECKENKORN    | 6% metaldehid                                                                                          | csigaölő szer (granulátum)                            | III.       |
| DETIA GAS EX-B                 | 57% aluminium-foszfid                                                                                  | gázosító szer                                         | nincs adat |
| DEVRINOL 45 F                  | 450 g/l napropamid                                                                                     | gyomirtó szer (folyékony)                             | III.       |
| DEVRINOL 50 WP                 | 50% napropamid                                                                                         | gyomirtó szer (por alakú)                             | III.       |
| DEZORMON                       | 600 g/l 2,4-D                                                                                          | gyomirtó szer (folyékony)                             | I.         |
| DIABRO CS                      | 250 g/l klórpirifosz                                                                                   | rovarölő szer (folyékony) (mikrokapszula)             | I.         |
| DIAZINON 5 G                   | 5% diazinon                                                                                            | rovarölő szer, talajfertőtlenítő szer (granulátum)    | III.       |
| DIAZOL 5 G                     | 5% diazinon                                                                                            | rovarölő szer, talajfertőtlenítő szer (granulátum)    | III.       |
| DIAZOL 60 EC                   | 60% diazinon                                                                                           | rovarölő szer (folyékony)                             | II.        |
| DICOPUR D PRIM                 | 800 g/kg 2,4-D (dimetilamin só)                                                                        | gyomirtó szer (por alakú)                             | I.         |
| DIKAMBA 480                    | 480 g/l dikamba (dimetilamin só)                                                                       | gyomirtó szer (folyékony)                             | I.         |
| DIKAMIN 720 WSC                | 720 g/l 2,4-D                                                                                          | gyomirtó szer (folyékony)                             | I.         |
| DIKAMIN D                      | 40% 2,4-D                                                                                              | gyomirtó szer (folyékony)                             | I.         |
| DIKONIRT                       | 80% 2,4-D                                                                                              | gyomirtó szer (por alakú)                             | I.         |
| DIMILIN 25 WP                  | 25% diflubenzuron                                                                                      | rovarölő szer (por alakú)                             | III.       |
| DIMILIN ODC-45                 | 450 g/l diflubenzuron                                                                                  | rovarölő szer (folyékony)                             | III.       |
| DIPEL                          | 3,2% Bacillus thuringiensis                                                                            | rovarölő szer (por alakú)                             | III.       |
| DIPEL ES                       | 3,2% Bacillus thuringiensis (Kurstaki)                                                                 | rovarölő szer (folyékony)                             | III.       |
| DIRIGOL-N                      | 50% 2-(1-naftil)-acetamid                                                                              | regulátor (por alakú)                                 | III.       |
| DISCUS DF                      | 50% kresoxim-metil                                                                                     | gombaölő szer (granulátum)                            | II.        |
| DISCUS DF + DELAN 700 WG       | 0,2 kg Discus DF + 0,35 kg Delan 700 WG                                                                | gombaölő szer (iker csomagolás)                       | II.        |
| DISCUS TOP                     | 58% metiram + 8,5% kresoxim-metil                                                                      | gombaölő szer (granulátum)                            | II.        |
| DITHANE DG NEO-TEC             | 75% mankoceb                                                                                           | gombaölő szer (granulátum)                            | III.       |
| DITHANE FL                     | 455 g/l mankoceb                                                                                       | gombaölő szer (folyékony)                             | III.       |
| DITHANE M-45                   | 80% mankoceb                                                                                           | gombaölő szer (por alakú)                             | III.       |
| DIURON 600 FW                  | 600 g/l diuron                                                                                         | gyomirtó szer (folyékony)                             | II.        |
| DIVIDEND 030 FS                | 30 g/l difenokonazol                                                                                   | gombaölő szer, csávázószer (folyékony)                | I.         |
| DMA-6                          | 66,8% 2,4-D (dimetilamin só)                                                                           | gyomirtó szer (folyékony)                             | I.         |
| DOMARK 10 EC                   | 100 g/l tetrakonazol                                                                                   | gombaölő szer (folyékony)                             | II.        |
| DOMINATOR                      | 480 g/l glifozát-izopropilamin só + 150 g/l etoxilált zsíramin                                         | gyomirtó szer (folyékony)                             | III.       |
| DÖRZSSTOP AVENARIUS            | 365 g/kg sziliciumdioxid                                                                               | vadriasztó szer (szuszpenzió)                         | III.       |
| DUAL GOLD 960 EC               | 960 g/l S-metolaklór                                                                                   | gyomirtó szer (folyékony)                             | III.       |
| DUETT                          | 125 g/l epoxikonazol + 125 g/l karbendazim                                                             | gombaölő szer (folyékony)                             | visszavont |
| DUPLOSAN DP                    | 600 g/l diklórprop-P                                                                                   | gyomirtó szer (folyékony)                             | I.         |
| DUPLOSAN KV                    | 600 g/l mekoprop-P                                                                                     | gyomirtó szer (folyékony)                             | I.         |
| DURSBAN 480 EC                 | 480 g/l klórpirifosz                                                                                   | rovarölő szer (folyékony)                             | I.         |
| ECLAIR 49 WG                   | 25% trifloxistrobin + 24% cimoxanil                                                                    | gombaölő szer (granulátum)                            | II.        |
| ECO-BIO                        | 10% Bacillus thuringiensis (Kurstaki)                                                                  | rovarölő szer (por alakú)                             | III.       |
| ECOPART DUPLO                  | 4 l Ecopart SC + 7 l Duplosan KV + (piraflufen-etil+mekoprop-p)                                        | gyomirtó szer (iker csomagolás)                       | I.         |
| ECOPART SC                     | 2% piraflufen-etil                                                                                     | gyomirtó szer (folyékony)                             | I.         |
| EFUZIN 500 FW                  | 500 g/l dodin                                                                                          | gombaölő szer (folyékony)                             | II.        |
| ELECTIS 75 WG                  | 8,3% zoxamid + 66,7% mankoceb                                                                          | gombaölő szer (granulátum)                            | II.        |
| EMINENT 125 SL                 | 125 g/l tetrakonazol                                                                                   | gombaölő szer (folyékony)                             | II.        |
| EN-STRIP                       | 300-2000-1 egyed/dob. Encarsia formosa                                                                 | biológiai, rovarölő szer (tojások felragasztva)       | III.       |
| ENDURO 258 EC                  | 8 g/l béta-ciflutrin 250 g/l oxidemeton-metil                                                          | rovarölő szer (folyékony)                             | I.         |
| ENVIDOR 240 SC                 | 251 g/l spirodiklofen                                                                                  | atkaölő szer, rovarölő szer (folyékony)               | II.        |
| ENVIRON D 39                   | 25% szerves Na-vegyületek                                                                              | fertőtlenítő szer (folyékony)                         | II.        |
| ERADICANE 6-E                  | 72% EPTC + 6% R-25788                                                                                  | gyomirtó szer (folyékony)                             | visszavont |
| ERDEI GRANULÁTUM               | 2,5% hexazinon                                                                                         | gyomirtó szer                                         | nincs adat |
| ERUNIT PROFI (ESSENTIAL USE)   | 410 g/l acetoklór + 270 g/l atrazin + 41 g/l AD-67                                                     | gyomirtó szer (folyékony)                             | -          |
| ESCORT                         | 12,5 g/l imazamox + 250 g/l pendimetalin                                                               | gyomirtó szer (folyékony)                             | I.         |
| ESTERON 60                     | 850 g/l 2,4-D                                                                                          | gyomirtó szer (folyékony)                             | I.         |
| ETHREL                         | 40% etefon                                                                                             | növekedésszabályozó (folyékony)                       | III.       |
| EUROKÉN 2000 80 WG             | 80% kén                                                                                                | gombaölő szer (granulátum)                            | III.       |
| EVERSHIELD CM                  | 29,5% kaptán + 0,34% malation                                                                          | csávázószer (folyékony)                               | I.         |
| EVERSILD                       | 170 g/l karboxin + 200 g/l karbendazim                                                                 | gombaölő szer, csávázószer                            | visszavont |
| EXPANDER                       | 300 g/l kloridazon + 100 g/l fenmedifam                                                                | gyomirtó szer (folyékony)                             | I.         |
| EXTRAVON KONCENTRÁTUM          | 100% etoxilált oktilfenol                                                                              | nedvesítő szer (folyékony)                            | III.       |
| F-1                            | 3-klór-p-t (15 mg/tojás)                                                                               | tojás csalétek                                        | I.         |
| FABALZSAM                      | 5% perubalzsam + 5% ichtiol                                                                            | fasebkezelő (kenőcs)                                  | III.       |
| FADOKTOR                       | 60-70% glicerin + 2,5-5% ichtiol + 2,5-5% perubalzsam                                                  | fasebkezelő (kenőcs)                                  | III.       |
| FAGÉL                          | 92% akrilsavészter-sztirol kopolimer + adalék                                                          | fasebkezelő (paszta)                                  | III.       |
| FALCON 460 EC                  | 167 g/l tebukonazol + 43 g/l triadimenol + 250 g/l spiroxamin                                          | gombaölő szer (folyékony)                             | II.        |
| FAZOR 80 SG                    | 80% maleinsav-hidrazid-kálium só                                                                       | csírázásgátló (vízoldható granulátum)                 | I.         |
| FENDONA 10 EC                  | 10% alfametrin                                                                                         | rovarölő szer (folyékony)                             | II.        |
| FENDONA 2 EC                   | 20 g/l alfametrin                                                                                      | rovarölő szer (folyékony)                             | II.        |
| FENDONA 5 ULV                  | 5 g/l alfametrin                                                                                       | rovarölő szer (folyékony)                             | I.         |
| FENURON 50 WP                  | 50% fenuron                                                                                            | gyomirtó szer (por alakú)                             | nincs adat |
| FH-SORBENT CS                  | 40 g/l karboximetil-cellulóz                                                                           | adalékanyag (folyékony)                               | III.       |
| FILITOX                        | 600 g/l metamidofosz                                                                                   | rovarölő szer (folyékony)                             | I.         |
| FINALE 14 SL                   | 150 g/l glufozinát-ammónium                                                                            | gyomirtó szer (folyékony)                             | III.       |
| FITO DUECI GOMBAÖLŐ AEROSOL    | 0,2% mankoceb + 0,1% folpet + 0,02% dinokap                                                            | gombaölő szer                                         | III.       |
| FITO DUECI LEVÉLFÉNY           | 6% mandula olaj                                                                                        | levélfényesítő szer                                   | III.       |
| FITO-INSECT                    | etil-alkoholos növényi kivonat                                                                         | rovarölő szer (spray) (koncentrátum)                  | III.       |
| FITOSEPT                       | 50% troklosen-Na                                                                                       | fertőtlenítő szer (tabletta)                          | III.       |
| FIXPOL                         | 0,75% réz (réz-oxiklorid) + 1,5% benomil                                                               | fasebkezelő (paszta)                                  | III.       |
| FLAMENCO                       | 100 g/l fluquinkonazol                                                                                 | gombaölő szer (folyékony)                             | II.        |
| FLAMENCO FS                    | 54 g/l fluquinkonazol + 174 g/l prokloráz                                                              | gombaölő szer (folyékony)                             | II.        |
| FLEKSZENIT III. 690 EC         | 400 g/l butilát + 200 g/l acetoklór + 90 g/l MG-191                                                    | gyomirtó szer (folyékony)                             | visszavont |
| FLIRT                          | 418 g/l kloridazon + 42 g/l quinmerak                                                                  | gyomirtó szer (folyékony)                             | I.         |
| FLORALUX EXTRA                 | 12% paraffinolaj                                                                                       | levélfényesítő szer (folyékony)                       | III.       |
| FLORASCA                       | 20% huminsav + gyógynövény kivonat                                                                     | fasebkezelő (kenőcs)                                  | III.       |
| FLORISTELLA KÉNPOR             | 96% kén                                                                                                | gombaölő szer                                         | III.       |
| FLUBALEX                       | 20% benefin                                                                                            | gyomirtó szer (folyékony)                             | III.       |
| FLUMITE 200                    | 200 g/l flufenzin                                                                                      | atkaölő szer (folyékony)                              | III.       |
| FOCUS ULTRA                    | 100 g/l cikloxidim                                                                                     | gyomirtó szer (folyékony)                             | II.        |
| FOLAR 525 SC                   | 345 g/l terbutilazin + 180 g/l glifozát                                                                | gyomirtó szer (folyékony)                             | III.       |
| FOLICOTE                       | 45,6% paraffinviasz                                                                                    | adalékanyag (folyékony)                               | III.       |
| FOLICUR 25 WG                  | 25% tebukonazol                                                                                        | gombaölő szer                                         | II.        |
| FOLICUR MULTI                  | 10% tebukonazol + 40% tolilfluanid                                                                     | gombaölő szer (por alakú)                             | II.        |
| FOLICUR SOLO                   | 250 g/l tebukonazol                                                                                    | gombaölő szer (folyékony)                             | II.        |
| FOLPAN 48 SC                   | 480 g/l folpet                                                                                         | gombaölő szer (folyékony)                             | II.        |
| FOLPAN 50 WP                   | 50% folpet                                                                                             | gombaölő szer (por alakú)                             | II.        |
| FOLPAN 80 WDG                  | 80% folpet                                                                                             | gombaölő szer (granulátum)                            | II.        |
| FORCE 1,5 G                    | 15 g/kg teflutrin                                                                                      | talajfertőtlenítő/rovarölő szer (granulátum)          | II.        |
| FORCE 10 CS                    | 100 g/l teflutrin                                                                                      | rovarölő szer, talajfertőtlenítő szer (mikrokapszula) | II.        |
| FORUM FP                       | 113 g/kg dimetomorf + 600 g/kg folpet                                                                  | gombaölő szer (granulátum)                            | II.        |
| FORUM R                        | 60 g/kg dimetomorf + 400 g/kg réz-oxiklorid                                                            | gombaölő szer (por alakú)                             | III.       |
| FOZÁT 480                      | 480 g/l glifozát-izopropilamin só                                                                      | gyomirtó szer (folyékony)                             | III.       |
| FRIGATE                        | 820 g/l etilan TT-15                                                                                   | adalékanyag (folyékony)                               |            |
| FRIGOCUR                       | 3% alfa-naftil-ecetsav                                                                                 | regulátor (folyékony)                                 | III.       |
| FRONTIER 900 EC                | 900 g/l dimetenamid                                                                                    | gyomirtó szer (folyékony)                             | II.        |
| FUMITOXIN TABLETTA             | 55% aluminium-foszfid                                                                                  | gázosító szer (tabletta)                              | nincs adat |
| FUNDAZOL 50 WP                 | 50% benomil                                                                                            | gombaölő szer (por alakú)                             | III.       |
| FUNDAZOL 50 WP PLUS            | 50% benomil                                                                                            | gombaölő szer (por alakú)                             | III.       |
| FUNGURAN-OH 50 WP              | 77% réz-hidroxid                                                                                       | gombaölő szer (por alakú)                             | III.       |
| FURADAN 10 G                   | 10% karbofurán                                                                                         | rovarölő szer, talajfertőtlenítő szer                 | visszavont |
| FURADAN 4 F                    | 40% karbofurán                                                                                         | rovarölő szer, csávázószer (folyékony)                | visszavont |
| FURY 10 EC                     | 100 g/l zeta-cipermetrin                                                                               | rovarölő szer (folyékony)                             | I.         |
| FUSILADE FORTE                 | 150 g/l fluazifop-P-butil                                                                              | gyomirtó szer (folyékony)                             | III.       |
| FYFANON EW                     | 440 g/l malation                                                                                       | rovarölő szer (folyékony)                             | II.        |
| GALBEN M                       | 8% benalaxil + 65% mankoceb                                                                            | gombaölő szer (por alakú)                             | III.       |
| GALBEN R                       | 4% benalaxil + 33% réz-oxiklorid                                                                       | gombaölő szer (por alakú)                             | III.       |
| GALERA                         | 267 g/l klopiralid + 67 g/l pikloram                                                                   | gyomirtó szer (folyékony)                             | I.         |
| GALIGAN 240 EC                 | 240 g/l oxifluorfen                                                                                    | gyomirtó szer (folyékony)                             | II.        |
| GALITION 5 G                   | 4,7% fenitrotion + 0,3% malation                                                                       | rovarölő-, talajfertőtlenítő szer (granulátum)        | III.       |
| GARDOPRIM PLUS GOLD 500 SC     | 312 g/l S-metolaklór + 187 g/l terbutilazin                                                            | gyomirtó szer (folyékony)                             | II.        |
| GARLON 4 E                     | 480 g/l triklopir                                                                                      | gyomirtó szer (folyékony)                             | I.         |
| GARLON DUPLO                   | 84 g/l triklopir + 29 g/l fluroxipir-metilheptil-észter                                                | gyomirtó szer (folyékony)                             | I.         |
| GARTOXIN FW (ESSENTIAL USE)    | 100 g/l dikamba + 380 g/l atrazin                                                                      | gyomirtó szer (folyékony)                             | I.         |
| GAUCHO 600 FS                  | 600 g/l imidakloprid                                                                                   | rovarölő szer, csávázószer (folyékony)                | I.         |
| GESAGARD                       | 50% prometrin                                                                                          | gyomirtó szer (por alakú)                             | III.       |
| GESAPRIM 90 WG (ESSENTIAL USE) | 90% atrazin                                                                                            | gyomirtó szer (granulátum)                            | I.         |
| GLEAN 75 DF                    | 75% klórszulfuron                                                                                      | gyomirtó szer (vízoldható granulátum)                 | I.         |
| GLIALKA 480 PLUS               | 480 g/l glifozát-izopropilamin só                                                                      | gyomirtó szer (folyékony)                             | III.       |
| GLYFOS                         | 480 g/l glifozát-izopropilamin só + 150 g/l etoxilált zsíramin                                         | gyomirtó szer (folyékony)                             | III.       |
| GLYPHOGAN 480 SL               | 480 g/l glifozát-izopropilamin só                                                                      | gyomirtó szer (folyékony)                             | III.       |
| GOAL 2 E                       | 240 g/l oxifluorfen                                                                                    | gyomirtó szer (folyékony)                             | II.        |
| GOAL 4F                        | 480 g/l oxifluorfen                                                                                    | gyomirtó szer (folyékony)                             | II.        |
| GOLTIX 70 WG                   | 70% metamitron                                                                                         | gyomirtó szer (granulátum))                           | II.        |
| GOLTIX 90 WG                   | 90% metamitron                                                                                         | gyomirtó szer (granulátum                             | II.        |
| GRAND-TOTAL                    | 480 g/l glifozát-izopropilamin só                                                                      | gyomirtó szer (folyékony)                             | I.         |
| GRANSTAR - STAR                | 5x15 g Granstar + 2 liter Starane 250 EC + (tribenuron-metil+fluroxipir)                               | gyomirtó szer (iker csomagolás)                       | I.         |
| GRANSTAR 75 DF                 | 75% tribenuron-metil                                                                                   | gyomirtó szer (granulátum)                            | I.         |
| GRANSTAR COMBI                 | 6x15 g Granstar + 4,8 liter Jambol M 750 SL + (tribenuron-metil+MCPA)                                  | gyomirtó szer (iker csomagolás)                       | I.         |
| GRO-STOP HN                    | 300 g/l klórprofám                                                                                     | csírázásgátló (folyékony)                             | I.         |
| GRODYL 75 WG                   | 75% amidoszulfuron                                                                                     | gyomirtó szer (vízoldható granulátum)                 | I.         |
| GUARD B                        | ragasztóanyag                                                                                          | növényvédelmi eszköz                                  | III.       |
| GUARD-B TERMÉKCSALÁD           | Fundazol+Merpan+Bancol+Nissorun                                                                        |                                                       | III.       |
| GUARDIAN EC                    | 840 g/l acetoklór + 84 g/l AD-67                                                                       | gyomirtó szer (folyékony)                             | II.        |
| GUARDIAN EXTRA (ESSENTIAL USE) | 360 g/l acetoklór + 180 g/l atrazin + 36 g/l AD-67                                                     | gyomirtó szer (folyékony)                             | II.        |
| GUARDIAN MAX                   | 840 g/l acetoklór + 28 g/l furilazol (antidótum)                                                       | gyomirtó szer (folyékony)                             | II.        |
| GULYÁS-PALOTÁS HÖRCSÖGIRTÓ     | 31% kálium-nitrát + 28% kén                                                                            | rágcsálóirtó szer (por alakú)                         | III.       |
| GYÖKEREZTETŐ HORMON CSALÁD     | 0,1-0,8% naftil-ecetsav + indolvajsav                                                                  | gyökeresedést serkentő szer (por alakú)               | III.       |
| GYOM-STOP                      | 4,3% mekoprop-P + 0,33% dikamba + 0,31% ioxinil                                                        | gyomirtó szer (folyékony)                             | III.       |
| GYÜMÖLCSFAOLAJ E               | 90% ásványolaj                                                                                         | rovarölő szer (folyékony)                             | III.       |
| HARMONY EXTRA 75 DF            | 25% tribenuron-metil + 50% tifenszulfuron-metil                                                        | gyomirtó szer (granulátum)                            | I.         |
| HARNESS                        | 900 g/l acetoklór                                                                                      | gyomirtó szer (folyékony)                             | II.        |
| HARVADE 25 F                   | 22,4% dimetipin                                                                                        | gyomirtó szer, lombtalanító szer (folyékony)          | I.         |
| HARVESAN                       | 250 g/l fluzilazol + 125 g/l karbendazim                                                               | gombaölő szer (folyékony)                             | visszavont |
| HATE A                         | 30% antrakinon + 20% Daphne olaj                                                                       | csávázószer (folyékony)                               | I.         |
| HÁNTÁS STOP                    | 60% Si, Ca, Al- só + 25% polivinil-acetát                                                              | vadriasztó szer (paszta)                              | III.       |
| HESS                           | dohány törmelék és por                                                                                 | vakondriasztó szer                                    | III.       |
| HUNGAZIN 90 DF (ESSENTIAL USE) | 90% atrazin                                                                                            | gyomirtó szer (granulátum)                            | I.         |
| HUSZÁR                         | 5% jodoszulfuron-metil-nátrium + 15% mefenpir-dietil                                                   | gyomirtó szer (vízoldható granulátum)                 | I.         |
| HYSPRAY                        | 800 g/l etoxilált zsíramin                                                                             | adalékanyag (folyékony)                               | III.       |
| INSEGAR 25 WP                  | 25% fenoxikarb                                                                                         | rovarölő szer (por alakú)                             | III.       |
| INVITE EC                      | 800 g/l kukurbitacin                                                                                   | hatásfokozó adalékanyag (folyékony)                   | III.       |
| IPAM 40                        | 40% metám-ammónium                                                                                     | talajfertőtlenítő szer (folyékony)                    | II.        |
| IPIFLUOR 48 EC                 | 480 g/l trifluralin                                                                                    | gyomirtó szer (folyékony)                             | II.        |
| IZOGUARD 75 WG                 | 765 gkg izoproturon                                                                                    | gyomirtó szer (vízoldható granulátum)                 | I.         |
| IZOGUARD 75 WP                 | 765 g/kg izoproturon                                                                                   | gyomirtó szer (por alakú)                             | I.         |
| JAMBOL M PRIM                  | 800 g/kg MCPA                                                                                          | gyomirtó szer (granulátum)                            | I.         |
| JU-KNOL                        | bórsav + gibberellinsav                                                                                | csírázási erélyt fokozó szer (por alakú)              | III.       |
| JUDO                           | 5 g/l lambda-cihalotrin + 100 g/l pirimikarb                                                           | rovarölő szer (folyékony)                             | II.        |
| JUWEL                          | 125 g/l epoxikonazol + 125 g/l krezoxim-metil                                                          | gombaölő szer (folyékony)                             | II.        |
| JUWEL TT                       | 83 g/l epoxikonazol + 317 g/l fenpropimorf + 83 g/l krezoxim-metil                                     | gombaölő szer (folyékony)                             | II.        |
| K-OBIOL 25 EC                  | 25 g/l deltametrin + piperonil-butoxid                                                                 | rovarölő szer (folyékony)                             | I.         |
| K-OTHRIN FLOW 25               | 25 g/l deltametrin                                                                                     | rovarölő szer (folyékony)                             | I.         |
| KAPAZIN                        | 480 g/l glifozát-izopropilamin só                                                                      | gyomirtó szer (folyékony)                             | III.       |
| KARATE 2,5 WG                  | 2,5% lambda-cihalotrin                                                                                 | rovarölő szer (vízoldható granulátum)                 | III.       |
| KARATE ZEON 5 CS               | 50 g/l lambda-cihalotrin                                                                               | rovarölő szer (folyékony)                             | III.       |
| KARATHANE FN-57                | 18% dinokap                                                                                            | gombaölő szer (por alakú)                             | III.       |
| KARATHANE LC                   | 350 g/l dinokap                                                                                        | gombaölő szer (folyékony)                             | III.       |
| KASUMIN 2 L                    | 2% kasugamicin                                                                                         | gombaölő szer (folyékony)                             | III.       |
| KÁLIUMPERMANGANÁT              | KMnO4                                                                                                  | növényvédelmi eszköz                                  | nincs adat |
| KÉN 800 FW                     | 800 g/l kén                                                                                            | gombaölő szer (folyékony)                             | III.       |
| KÉNKOL 800 FW                  | 800 g/l kén                                                                                            | gombaölő szer (folyékony)                             | III.       |
| KEROLAND L                     | 0,15% diklórprop-P + 0,15% mekoprop-P                                                                  | gyomirtó szer (folyékony)                             | III.       |
| KEROLAND WG                    | 1,5% diklórprop-P + 1,5% mekoprop-P + 180 g/kg karbamid                                                | gyomirtó szer (granulátum)                            | III.       |
| KERTÉSZETI FERTŐTLENÍTŐ        | 10% benzoesav                                                                                          | fertőtlenítő szer (folyékony)                         | III.       |
| KOCIDE 101                     | 77% réz-hidroxid                                                                                       | gombaölő szer (por alakú)                             | III.       |
| KOCIDE 2000                    | 53,8% réz-hidroxid                                                                                     | gombaölő szer (granulátum)                            | III.       |
| KOCIDE COMBI                   | 46% réz-hidroxid + 15% mankoceb                                                                        | gombaölő szer (granulátum)                            | III.       |
| KOLFUGO 25 FW                  | 25% karbendazim                                                                                        | gombaölő szer (folyékony)                             | visszavont |
| KOLFUGO 500 SC                 | 500 g/l karbendazim                                                                                    | gombaölő szer (folyékony)                             | visszavont |
| KOLFUGO KÉN                    | 50 g/l karbendazim + 700 g/l kén                                                                       | gombaölő szer (folyékony)                             | visszavont |
| KOLFUGO KOLOR                  | 20% karbendazim + 1% színezőanyag                                                                      | gombaölő szer, csávázószer (folyékony)                | visszavont |
| KOLFUGO SZUPER                 | 20% karbendazim                                                                                        | gombaölő szer (folyékony)                             | visszavont |
| KOMONDOR                       | 800 g/kg flumetszulam                                                                                  | gyomirtó szer (granulátum)                            | I.         |
| KONI                           | Coniothyrium minitans Campbell konidium (K1)                                                           | biológiai, gombaölő szer (granulátum)                 | III.       |
| KONI WG                        | Coniothyrium minitans Campbell konidium (K1)                                                           | gombaölő szer, biológiai                              | III.       |
| KONKER                         | 250 g/l vinklozolin + 165 g/l karbendazim                                                              | gombaölő szer (folyékony)                             | visszavont |
| KONTAKTTWIN EC                 | 94 g/l etofumezát + 97 g/l fenmedifam                                                                  | gyomirtó szer (folyékony)                             | I.         |
| KOPPERT                        | rovarpatogén szervezetek                                                                               | biológiai, rovarölő szer                              | III.       |
| KRISTÁLY IQ                    | 250 g/l quinoxifen                                                                                     | gombaölő szer (folyékony)                             | II.        |
| KUMULUS S                      | 80% kén                                                                                                | gombaölő szer (por alakú)                             | III.       |
| KUPFER FUSILAN WG              | 83% réz-oxiklorid + 4,3% cimoxanil                                                                     | gombaölő szer (granulátum)                            | III.       |
| LADDOK FW (ESSENTIAL USE)      | 200 g/l atrazin + 200 g/l bentazon                                                                     | gyomirtó szer (folyékony)                             | II.        |
| LANNATE 20 L                   | 200 g/l metomil                                                                                        | rovarölő szer (folyékony)                             | I.         |
| LASSO                          | 480 g/l alaklór                                                                                        | gyomirtó szer (folyékony)                             | I.         |
| LASSO MT                       | 480 g/l alaklór                                                                                        | gyomirtó szer (folyékony)                             | I.         |
| LEMAGARD 100 EC                | 10% alfametrin (alfa-cipermetrin)                                                                      | rovarölő szer (folyékony)                             | II.        |
| LENTIPUR 500 SC                | 500 g/l klórtoluron                                                                                    | gyomirtó szer (folyékony)                             | I.         |
| LEOPARD 5 EC                   | 5% quizalofop-P-etil                                                                                   | gyomirtó szer (folyékony)                             | III.       |
| LIMEX CSIGAÖLŐ SZER            | 6% metaldehid                                                                                          | csigaölő szer (granulátum)                            | III.       |
| LINTUR 70 WG                   | 66% dikamba + 4% triaszulfuron                                                                         | gyomirtó szer (vízoldható granulátum)                 | I.         |
| LINUREX 50 WP                  | 50% linuron                                                                                            | gyomirtó szer (por alakú)                             | III.       |
| LOGRAN 20 WG                   | 20% triaszulfuron                                                                                      | gyomirtó szer (granulátum)                            | I.         |
| LONDAX                         | 60% benszulfuron-metil                                                                                 | gyomirtó szer (vízoldható granulátum)                 | I.         |
| LONTREL 300                    | 300 g/l klopiralid                                                                                     | gyomirtó szer (folyékony)                             | I.         |
| LUCENIT 80 WP                  | 80% diuron                                                                                             | gyomirtó szer (por alakú)                             | III.       |
| LUMAX SE                       | 37,5 g/l mezotrion + 125 g/l S-metolaklór + 125 g/l terbutilazin                                       | gyomirtó szer (folyékony)                             | II.        |
| MAGIC TANDEM                   | 200 g/l fenmedifam + 190 g/l etofumezát                                                                | gyomirtó szer (folyékony)                             | I.         |
| MAGNAPHOS                      | 66% magnézium-foszfid                                                                                  | rovarölő szer, gázosító szer (gáz)                    | I.         |
| MAGUS 200 SC                   | 200 g/l fenazaquin                                                                                     | atkaölő szer (folyékony)                              | II.        |
| MAIZINA 500 SC (ESSENTIAL USE) | 500 g/l atrazin                                                                                        | gyomirtó szer (folyékony)                             | I.         |
| MAIZINA 80 WP (ESSENTIAL USE)  | 80% atrazin                                                                                            | gyomirtó szer (por alakú)                             | I.         |
| MAIZINA 90 WG (ESSENTIAL USE)  | 90% atrazin                                                                                            | gyomirtó szer                                         | I.         |
| MANCO 80 WP                    | 80% mankoceb                                                                                           | gombaölő szer (por alakú)                             | III.       |
| MANEX II.                      | 455 g/l mankoceb                                                                                       | gombaölő szer (folyékony)                             | III.       |
| MANZATE 75 DF                  | 75% mankoceb                                                                                           | gombaölő szer                                         | III.       |
| MARATON SC                     | 250 g/l pendimetalin + 125 g/l izoproturon                                                             | gyomirtó szer (folyékony)                             | I.         |
| MARSHAL 25 EC                  | 25% karboszulfán                                                                                       | rovarölő szer, talajfertőtlenítő szer (folyékony)     | I.         |
| MASTER                         | 12,5 g/l imazamox + 250 g/l pendimetalin                                                               | gyomirtó szer (folyékony)                             | I.         |
| MATCH 050 EC                   | 50 g/l lufenuron                                                                                       | rovarölő szer (folyékony)                             | III.       |
| MATON 600                      | 600 g/l 2,4-D (észter)                                                                                 | gyomirtó szer (folyékony)                             | I.         |
| MATRIGAL                       | 100 g/l MCPA (DMA) + 400 g/l MCPP                                                                      | gyomirtó szer (folyékony)                             | I.         |
| MAXIM 025 FS                   | 25 g/l fludioxonil                                                                                     | gombaölő szer, csávázószer (folyékony)                | I.         |
| MAXIM STAR 025 FS              | 6,3 g/l ciprokonazol + 18,8 g/l fludioxonil                                                            | csávázószer, gombaölő szer (folyékony)                | I.         |
| MAXIM XL 035 FS                | 25 g/l fludioxonil + 10 g/l mefenoxam (metalaxil-M)                                                    | gombaölő szer, csávázószer (folyékony)                | I.         |
| MECAPHAR                       | 500 g/l MCPA (DMA)                                                                                     | gyomirtó szer (folyékony)                             | I.         |
| MECAPHAR 750                   | 750 g/l MCPA (DMA)                                                                                     | gyomirtó szer (folyékony)                             | I.         |
| MECOMORN 750 SL                | 750 g/l MCPA                                                                                           | gyomirtó szer (folyékony)                             | I.         |
| MEDALLON PREMIUM               | 480 g/l glifozát-ammónium                                                                              | gyomirtó szer (folyékony)                             | III.       |
| MELIUS                         | 95% olaj (repce)                                                                                       | adalékanyag (folyékony)                               | III.       |
| MELODY F 43,5 WP               | 6% iprovalikarb + 37,5% folpet                                                                         | gombaölő szer (por alakú)                             | II.        |
| MELODY MZ                      | 90 g/kg iprovalikarb + 600 g/kg mankoceb                                                               | gombaölő szer (por alakú)                             | II.        |
| MELODY MZ WG                   | 90 g/kg iprovalikarb + 600 g/kg mankoceb                                                               | gombaölő szer (granulátum)                            | III.       |
| MENNO-FLORADES                 | 10% benzoesav                                                                                          | fertőtlenítő szer (folyékony)                         | III.       |
| MERKAZIN                       | 50% prometrin                                                                                          | gyomirtó szer (por alakú)                             | III.       |
| MERLIN SC                      | 480 g/l izoxaflutol                                                                                    | gyomirtó szer (folyékony)                             | II.        |
| MERLIN WG                      | 75% izoxaflutol                                                                                        | gyomirtó szer (vízoldható granulátum)                 | II.        |
| MERPAN 50 WP                   | 50% kaptán                                                                                             | gombaölő szer (por alakú)                             | III.       |
| MERPAN 80 WDG                  | 80% kaptán                                                                                             | gombaölő szer (granulátum)                            | III.       |
| MESTER                         | 30% foramszulfuron + 30% izoxadifen-etil + 1% jodoszulfuron-metil-nátrium                              | gyomirtó szer (vízoldható granulátum)                 | I.         |
| MESTER PACK                    | 2x375 g Mester + 2x5 l Actirob B                                                                       | gyomirtó szer (gyűjtő csomagolás)                     | I.         |
| MESUROL 50 WP                  | 50% merkaptodimetur                                                                                    | csávázószer (por alakú)                               | I.         |
| METABROM 980                   | 98% metilbromid + 2% klórpikrin                                                                        | talajfertőtlenítő szer (gáz)                          | I.         |
| METIL-COTNION 20 SC            | 200 g/l metilazinfosz                                                                                  | rovarölő szer                                         | I.         |
| METIL-COTNION 25 WP            | 25% metilazinfosz                                                                                      | rovarölő szer (por alakú)                             | I.         |
| METRIPAZ 70 WG                 | 70% metribuzin                                                                                         | gyomirtó szer (granulátum)                            | II.        |
| METRIPHAR 70 WG                | 70% metribuzin                                                                                         | gyomirtó szer (granulátum)                            | II.        |
| MEXTROL B                      | 235 g/l bromoxinil                                                                                     | gyomirtó szer (folyékony)                             | II.        |
| MICEXANIL WP                   | 70 mankoceb + 6 cimoxanil                                                                              | gombaölő szer (por alakú)                             | III.       |
| MICROTHIOL SPECIAL             | 80% kén                                                                                                | gombaölő szer (por alakú)                             | III.       |
| MIKADO                         | 300 g/l klórmezulon                                                                                    | gyomirtó szer (folyékony)                             | II.        |
| MIKAL 75 WP                    | 50% efozit-Al + 25% folpet                                                                             | gombaölő szer (por alakú)                             | II.        |
| MIKAL C 64 WP                  | 46% efozit-Al + 36% réz (réz-oxiklorid)                                                                | gombaölő szer (por alakú)                             | III.       |
| MILSTAR                        | 94 g/l flutriafol + 150 g/l karbendazim                                                                | gombaölő szer (folyékony)                             | visszavont |
| MIRAGE 45 EC                   | 450 g/l prokloráz                                                                                      | gombaölő szer (folyékony)                             | II.        |
| MIST CONTROL                   | 2% poliakrilamid-kopolimer                                                                             | adalékanyag (folyékony)                               | III.       |
| MM 70 WG                       | 70% metamitron                                                                                         | gyomirtó szer (granulátum)                            | II.        |
| MODDUS 250 EC                  | 250 g/l trinexapac-etil                                                                                | regulátor (folyékony)                                 | I.         |
| MODEL                          | 300 g/l prokloráz + 80 g/l karbendazim                                                                 | gombaölő szer (folyékony)                             | visszavont |
| MODOWN 4 F                     | 40% bifenox                                                                                            | gyomirtó szer (folyékony)                             | I.         |
| MONSOON                        | 22,5 g/l foramszulfuron + 22,5 g/l izoxadifen-etil                                                     | gyomirtó szer (folyékony)                             | I.         |
| MONTUR 190 FS                  | 150 g/l imidakloprid + 40 g/l teflutrin                                                                | rovarölő szer, csávázószer (folyékony)                | I.         |
| MOSPILAN 20 SP                 | 20% acetamiprid                                                                                        | rovarölő szer (por alakú)                             | II.        |
| MOSPILAN 3 EC                  | 3% acetamiprid                                                                                         | rovarölő szer (folyékony)                             | II.        |
| MOSPILAN 70 WP                 | 70% acetamiprid                                                                                        | rovarölő szer, csávázószer (por alakú)                | I.         |
| MOTIVELL                       | 40 g/l nikoszulfuron + 771,1 g/l kukoricaolaj                                                          | gyomirtó szer (folyékony)                             | I.         |
| MOTIVELL TURBO                 | 5 liter Motivell + 10 liter Cambio + (nikoszulfuron+dikamba+bentazon)                                  | gyomirtó szer (iker csomagolás)                       | I.         |
| MOTIVELL TURBO D               | 10 l Cambio + 5 l Motivell + 3 l Dash HC                                                               | gyomirtó szer (gyűjtő csomagolás)                     | I.         |
| MOTIVELL TURBO F               | 1 db 5 l Motivell + 2 db 5 l Cambio + 1 db 5 l Frigate + (nikoszulfuron+dikamba+bentazon+etilan TT-15) | gyomirtó szer (iker csomagolás)                       | I.         |
| MUSTANG SE                     | 6,25 g/l floraszulam + 452 g/l 2,4-D (észter)                                                          | gyomirtó szer (folyékony)                             | I.         |
| MYCOGUARD 500 SC               | 500 g/l klórtalonil                                                                                    | gombaölő szer (folyékony)                             | II.        |
| MYCOSTOP                       | 40% Streptomyces griseoviridis baktérium                                                               | gombaölő szer (por alakú)                             | III.       |
| MYTHOS 30 SC                   | 300 g/l pirimetanil                                                                                    | gombaölő szer (folyékony)                             | II.        |
| NALCO-TROL                     | 30% polivinil-polimer                                                                                  | adalékanyag (folyékony)                               | III.       |
| NAPROGUARD 450 SC              | 450 g/l napropamid                                                                                     | gyomirtó szer (folyékony                              | III.       |
| NATUPOL                        | poszméh (Bombus terrestris)                                                                            | élő rovar (beporzásra)                                | III.       |
| NECATOR 80 WG                  | 80% kén                                                                                                | gombaölő szer                                         | III.       |
| NEDVESÍTHETŐ KÉN               | 80% kén                                                                                                | gombaölő szer (por alakú)                             | III.       |
| NEMASOL 510                    | 510 g/l metam-nátrium                                                                                  | talajfertőtlenítő szer (folyékony)                    | I.         |
| NEMATHORIN 10 G                | 10% fosztiazát                                                                                         | talajfertőtlenítő szer (granulátum)                   | II.        |
| NEO-STOP                       | 1% klórprofám                                                                                          | csírázásgátló (porozószer                             | nincs adat |
| NEO-STOP L 500                 | 500 g/l klórprofám                                                                                     | csírázásgátló (folyékony)                             | I.         |
| NEVIBES                        | 0,25% kinin-hidroklorid                                                                                | vadriasztó szer (folyékony)                           | III.       |
| NEVIKÉN                        | 7% poliszulfidkén + 58% vazelinolaj                                                                    | Lemosószer (folyékony)                                | III.       |
| NEVIROL 20 WP                  | 20% ftalanilsav                                                                                        | növekedésszabályozó (por alakú)                       | III.       |
| NEVIROL 60 WP                  | 60% ftalanilsav                                                                                        | növekedésszabályozó (por alakú)                       | III.       |
| NIKEKÉN 800 FW                 | 800 g/l kén                                                                                            | gombaölő szer (folyékony)                             | III.       |
| NIKESUPER COMBI 600 FW         | 150 g/l linuron + 225 g/l diuron + 225 g/l terbutilazin                                                | gyomirtó szer (folyékony)                             | III.       |
| NIMROD 25 EC                   | 250 g/l bupirimát                                                                                      | gombaölő szer (folyékony)                             | III.       |
| NIRAL                          | 90% vazelinolaj                                                                                        | rovarölő szer, lemosó                                 | III.       |
| NISSORUN 10 WP                 | 10% hexitiazox                                                                                         | rovarölő szer (por alakú)                             | III.       |
| NO SCALD DPA 31                | 31% difenilamin                                                                                        | héjbarnulás elleni szer (folyékony)                   | I.         |
| NOMOLT 15 SC                   | 150 g/l teflubenzuron                                                                                  | rovarölő szer (folyékony)                             | III.       |
| NONIT                          | 60% dioktil-szulfo-szukcinát-nátrium                                                                   | nedvesítő szer (folyékony)                            | III.       |
| NOPON 11 E                     | ásványolaj                                                                                             | adalékanyag (folyékony)                               | III.       |
| NORDOX 75 WG                   | 86% réz(I)oxid                                                                                         | gombaölő szer (por alakú)                             | III.       |
| NOVODOR FC                     | 3% Bacillus thuringiensis (Tenebrionis)                                                                | rovarölő szer (folyékony)                             | III.       |
| NU-FILM 17                     | 96% pinolén                                                                                            | segédanyag (folyékony)                                | III.       |
| NURELLE-D 50/500 EC            | 50 g/l cipermetrin + 500 g/l klórpirifosz                                                              | rovarölő szer (folyékony)                             | I.         |
| OLEO-SZULFUR SC                | 48% kén + 20% növényi olaj                                                                             | gombaölő szer (folyékony)                             | III.       |
| OLITREF 480 EC                 | 480 g/l trifluralin                                                                                    | gyomirtó szer (folyékony)                             | II.        |
| OMITE 30 W                     | 30% propargit                                                                                          | atkaölő szer (por alakú)                              | II.        |
| OMITE 57 E                     | 57% propargit                                                                                          | rovarölő szer (folyékony)                             | III.       |
| OPTICA                         | 600 g/l mekoprop-p (K-só)                                                                              | gyomirtó szer (folyékony)                             | I.         |
| OPTICA TRIO                    | 310 g/l diklórprop-P + 160 g/l MCPA + 130 g/l mekoprop-P                                               | gyomirtó szer (folyékony)                             | I.         |
| OPUS                           | 125 g/l epoxikonazol                                                                                   | gombaölő szer (folyékony)                             | II.        |
| ORTHO-PHALTAN FL               | 450 g/l folpet                                                                                         | gombaölő szer                                         | II.        |
| ORTHOCID 50 WP                 | 50% kaptán                                                                                             | gombaölő szer (por alakú)                             | III.       |
| ORTUS 5 SC                     | 50 g/l fenpiroximát                                                                                    | atkaölő szer (folyékony)                              | II.        |
| OXOTIN F 600                   | 600 g/l cihexatin                                                                                      | atkaölő szer (folyékony)                              | I.         |
| PANIDA 330 EC                  | 330 g/l pendimetalin                                                                                   | gyomirtó szer (folyékony)                             | III.       |
| PANOCTIN 35 EC                 | 35% guazatin                                                                                           | gombaölő szer, csávázószer (folyékony)                | I.         |
| PANOCTIN PLUS                  | 30% guazatin + 2% imazalil                                                                             | gombaölő szer, csávázószer (folyékony)                | I.         |
| PANTERA 40 EC                  | 40 g/l quizalofop-P-tefuril                                                                            | gyomirtó szer (folyékony)                             | II.        |
| PARDNER                        | 22,5% bromoxinil                                                                                       | gyomirtó szer (folyékony)                             | II.        |
| PENNCOZEB DG                   | 75% mankoceb                                                                                           | gombaölő szer (vízoldható granulátum)                 | III.       |
| PENNCOZEB PLUS                 | 80% mankoceb                                                                                           | gombaölő szer (vízoldható granulátum)                 | III.       |
| PENNSTYL 25 WP                 | 25% cihexatin                                                                                          | rovarölő szer, atkaölő szer (por alakú)               | I.         |
| PENNSTYL 600 FL                | 600 g/l cihexatin                                                                                      | rovarölő szer, atkaölő szer                           | I.         |
| PERENAL                        | 108 g/l haloxifop-R-metilészter                                                                        | gyomirtó szer (folyékony)                             | II.        |
| PERTHIRAM 500 SC               | 500 g/l tirám (TMTD)                                                                                   | gombaölő szer (folyékony)                             | II.        |
| PHYL-SET                       | 40% gibberellinsav + 20% 2-naftoxi-ecetsav                                                             | gyümölcskötődést fokozó szer (tabletta)               | III.       |
| PIRIMOR 50 WG                  | 500 g/kg pirimikarb                                                                                    | rovarölő szer (vízoldható granulátum)                 | III.       |
| PLATEEN 41,5 WG                | 24% flufenacet + 17,5% metribuzin                                                                      | gyomirtó szer (vízoldható granulátum)                 | II.        |
| PLEDGE 50 WP                   | 50% flumioxazin                                                                                        | gyomirtó szer (por alakú)                             | I.         |
| PLUTO 50 WP RÉZOXIKLORID       | 86% réz-oxiklorid                                                                                      | gombaölő szer (por alakú)                             | III.       |
| PMP-STEFES                     | 157 g/l fenmedifam                                                                                     | gyomirtó szer (folyékony)                             | I.         |
| POL-THIURAM                    | 85% tirám (TMTD)                                                                                       | gombaölő szer (por alakú)                             | III.       |
| POLYOXIN AL WP                 | 10% polyoxin B                                                                                         | gombaölő szer (por alakú)                             | III.       |
| POLYRAM DF                     | 70% metiram                                                                                            | gombaölő szer (granulátum)                            | III.       |
| POLYTANOL                      | 28% kalcium-foszfid                                                                                    | rágcsálóirtó szer (szemcse)                           | I.         |
| PONCHO FS 600                  | 600 g/l klotianidin                                                                                    | rovarölő szer, csávázószer (folyékony)                | I.         |
| PREMIS 25 FS                   | 25 g/l tritikonazol                                                                                    | gombaölő szer, csávázószer (folyékony)                | I.         |
| PRESTIGE 290 FS                | 150 g/l pencikuron + 140 g/l imidakloprid                                                              | gombaölő szer, rovarölő szer (folyékony)              | I.         |
| PREVICUR 607 SL                | 607 g/l propamokarb                                                                                    | gombaölő szer (folyékony)                             | III.       |
| PROPLANT                       | 722 g/l propamokarb                                                                                    | gombaölő szer (folyékony)                             | III.       |
| PROPONIT 720 EC                | 720 g/l propizoklór                                                                                    | gyomirtó szer (folyékony)                             | II.        |
| PROPONIT 840 EC                | 840 g/l propizoklór                                                                                    | gyomirtó szer (folyékony)                             | II.        |
| PROPONIT TERRA 840 EC          | 280 g/l propizoklór + 560 g/l butilát                                                                  | gyomirtó szer (folyékony))                            | visszavont |
| PROSPECT                       | 200 g/l karbendazim + 80 g/l propikonazol                                                              | gombaölő szer (folyékony                              | visszavont |
| PROTUGAN 50 SC                 | 500 g/l izoproturon                                                                                    | gyomirtó szer (folyékony)                             | I.         |
| PULSAR 40 SL                   | 40 g/l imazamox                                                                                        | gyomirtó szer (folyékony)                             | I.         |
| PUMA EXTRA                     | 69 g/l fenoxaprop-P-etil + 75 g/l mefenpir-dietil                                                      | gyomirtó szer (folyékony)                             | I.         |
| PUNCH 40 EC                    | 40% fluzilazol                                                                                         | gombaölő szer (folyékony)                             | I.         |
| PYRAMIN TURBO                  | 520 g/l kloridazon                                                                                     | gyomirtó szer (folyékony)                             | I.         |
| PYRANICA 20 WP                 | 20% tebufenpirad                                                                                       | atkaölő szer, rovarölő szer (por alakú)               | I.         |
| PYRINEX 25 CS                  | 250 g/l klórpirifosz                                                                                   | rovarölő szer (folyékony)                             | II.        |
| PYRINEX 48 EC                  | 480 g/l klórpirifosz                                                                                   | rovarölő szer (folyékony)                             | I.         |
| QUADRIS                        | 250 g/l azoxistrobin                                                                                   | gombaölő szer (folyékony)                             | III.       |
| QUADRIS MAX                    | 93,5 g/l azoxistrobin + 500 g/l folpet                                                                 | gombaölő szer (folyékony)                             | II.        |
| QUICKEN                        | 95% paraffinolaj                                                                                       | hatásfokozó adalékanyag                               | III.       |
| QUICKPHOS                      | 56% aluminium-foszfid                                                                                  | gázosító szer                                         | I.         |
| QUINOSILD 150                  | 150 g/l rézoxikinolát                                                                                  | gombaölő szer, csávázószer (folyékony)                | nincs adat |
| RACER                          | 25% fluorkloridon                                                                                      | gyomirtó szer (folyékony)                             | I.         |
| RACER-DUAL                     | 2x4,5 l Racer + 5 l Dual Gold 960 EC + (fluorkloridon+S-metolaklór)                                    | gyomirtó szer (folyékony) (iker csomagolás)           | II.        |
| RAMROD 65 WP                   | 65% propaklór                                                                                          | gyomirtó szer (por alakú)                             | I.         |
| RAMROD FLO                     | 480 g/l propaklór                                                                                      | gyomirtó szer                                         | I.         |
| RAXIL 060 FS                   | 60 g/l tebukonazol                                                                                     | gombaölő szer, csávázószer                            | II.        |
| RAXIL 40 FS                    | 20 g/l tebukonazol + 20 g/l triazoxid                                                                  | gombaölő szer, csávázószer (folyékony)                | II.        |
| RAXIL VITAL                    | 15 g/l tebukonazol + 500 g/l tirám (TMTD)                                                              | gombaölő szer, csávázószer (folyékony)                | I.         |
| REDENTIN 75 RB                 | 0,0075% klórfacinon                                                                                    | rágcsálóirtó szer (szemcse)                           | III.       |
| REFINE 75 DF                   | 75% tifenszulfuron-metil                                                                               | gyomirtó szer (vízoldható granulátum)                 | I.         |
| REGALIS WG                     | 10% prohexadion-kalcium                                                                                | növekedésszabályozó (granulátum)                      | III.       |
| REGENT 80 WG                   | 800 g/l fipronil                                                                                       | rovarölő szer (vízoldható granulátum)                 | I.         |
| REGLONE                        | 40% diquat-dibromid                                                                                    | gyomirtó szer (folyékony)                             | I.         |
| REGLONE AIR                    | 400 g/l diquat-dibromid                                                                                | gyomirtó szer (folyékony)                             | I.         |
| RELDAN 40 EC                   | 400 g/l klórpirifosz-metil                                                                             | rovarölő szer (folyékony)                             | II.        |
| RÉZGÁLIC                       | 98% réz-szulfát                                                                                        | gombaölő szer (kristály)                              | III.       |
| RÉZGÁLIC (ALMALSZKIJ)          | 98% réz-szulfát                                                                                        | gombaölő szer (kristály)                              | III.       |
| RÉZGÁLIC (BLUE STONE)          | 98% réz-szulfát                                                                                        | gombaölő szer (kristály)                              | III.       |
| RÉZGÁLIC (KÉK KŐ)              | 98% réz-szulfát                                                                                        | gombaölő szer (kristály)                              | III.       |
| RÉZGÁLIC (KISTIM)              | 98% réz-szulfát                                                                                        | gombaölő szer (kristály)                              | III.       |
| RÉZGÁLIC (ZORKA)               | 98% réz-szulfát                                                                                        | gombaölő szer (kristály)                              | III.       |
| RÉZGÁLIC 98                    | 98% rézszulfát                                                                                         | gombaölő szer (kristály)                              | III.       |
| RÉZKÉN 650 FW                  | 200 g/l réz (réz-oxiklorid) + 450 g/l kén                                                              | gombaölő szer (folyékony)                             | III.       |
| RÉZKÉNPOR                      | 20% réz-hidroxid + 70% ventilált kénpor                                                                | gombaölő szer                                         | III.       |
| RÉZKOL 400 FW                  | 400 g/l réz-oxiklorid                                                                                  | gombaölő szer (folyékony)                             | nincs adat |
| RÉZOXIKLORID 50 WP             | 50% réz (réz-oxiklorid)                                                                                | gombaölő szer (por alakú)                             | III.       |
| RÉZOXIKLORID 50 WP (AGROSPEC)  | 50% réz (réz-oxiklorid)                                                                                | gombaölő szer (por alakú)                             | III.       |
| RÉZOXIKLORID 50 WP (ALBORIA)   | 50% réz (réz-oxiklorid)                                                                                | gombaölő szer (por alakú)                             | III.       |
| RIAS 300 EC                    | 150 g/l propikonazol + 150 g/l difenokonazol                                                           | gombaölő szer (folyékony)                             | II.        |
| RIDOMIL GOLD COMBI 45 WP       | 5% metalaxil-M + 40% folpet                                                                            | gombaölő szer (por alakú)                             | II.        |
| RIDOMIL GOLD MZ 68 WG          | 64% mankoceb + 4% mefenoxam (metalaxil-M)                                                              | gombaölő szer                                         | III.       |
| RIDOMIL GOLD PLUS 42,5 WP      | 2,5% metalaxil-M + 40% réz (réz-oxiklorid)                                                             | gombaölő szer (por alakú)                             | III.       |
| RIMON 10 EC                    | 100 g/l novaluron                                                                                      | rovarölő szer (folyékony)                             | II.        |
| RIPCORD 20 EC                  | 200 g/l cipermetrin                                                                                    | rovarölő szer (folyékony)                             | III.       |
| RO-NEET 6 E                    | 74% cikloát                                                                                            | gyomirtó szer (folyékony)                             | I.         |
| ROGOR L-40 EC                  | 40% dimetoát                                                                                           | rovarölő szer (folyékony)                             | II.        |
| ROMBUS 250 EC                  | 125 g/l trifloxistrobin + 125 g/l propikonazol                                                         | gombaölő szer (folyékony)                             | nincs adat |
| ROMIN                          | 25 g/l flutriafol + 25 g/l tiabendazol                                                                 | gombaölő szer, csávázószer (folyékony)                | I.         |
| RONILAN DF                     | 50% vinklozolin                                                                                        | gombaölő szer (vízoldható granulátum)                 | II.        |
| ROUNDUP BIOAKTIV               | 480 g/l glifozát-izopropilamin só                                                                      | gyomirtó szer (folyékony)                             | III.       |
| ROUNDUP CLASSIC                | 480 g/l glifozát-izopropilamin só                                                                      | gyomirtó szer (folyékony)                             | III.       |
| ROUNDUP GC                     | 15% glifozát-izopropilamin só                                                                          | gyomirtó szer (folyékony)                             | III.       |
| ROUNDUP HANDY                  | 1% glifozát-izopropilamin só                                                                           | gyomirtó szer (folyékony)                             | III.       |
| ROUNDUP MEGA                   | 607 g/l glifozát-izopropilamin só                                                                      | gyomirtó szer (folyékony)                             | III.       |
| ROVRAL 25 FW                   | 25% iprodion                                                                                           | gombaölő szer (folyékony)                             | III.       |
| ROVRAL 50 WP                   | 50% iprodion                                                                                           | gombaölő szer (por alakú)                             | III.       |
| ROYAL MH-30                    | 250 g/l maleinsav-hidrazid (K só)                                                                      | kacsgátló szer (folyékony)                            | II.        |
| ROYALFLO                       | 480 g/l tirám (TMTD)                                                                                   | gombaölő szer, csávázószer (folyékony)                | I.         |
| ROYALTAC                       | 78,4% n-dekanol                                                                                        | kacsgátló szer (folyékony)                            | III.       |
| RUBIGAN 12 EC                  | 12% fenarimol                                                                                          | gombaölő szer (folyékony)                             | III.       |
| RUNNER 2F                      | 240 g/l metoxifenozid                                                                                  | rovarölő szer (folyékony)                             | II.        |
| SABET 72 EC                    | 72% cikloát                                                                                            | gyomirtó szer (folyékony)                             | I.         |
| SACEMID A EC                   | 50% acetoklór + 8% dahemid (TI-35)                                                                     | gyomirtó szer (folyékony)                             | II.        |
| SACRUST TMTD UNIVERSAL         | 364 g/kg TMTD                                                                                          | gombaölő szer, csávázószer (folyékony)                | I.         |
| SAFARI                         | 50% trifluszulfuron-metil                                                                              | gyomirtó szer (granulátum)                            | I.         |
| SAKKIMOL 70 EC                 | 70% molinát                                                                                            | gyomirtó szer (folyékony)                             | I.         |
| SAMATOIL GYÜMÖLCSFAOLAJ        | 97% ásványolaj                                                                                         | rovarölő szer (folyékony)                             | III.       |
| SANMITE 20 WP                  | 20% piridaben                                                                                          | atkaölő szer (por alakú)                              | III.       |
| SATECID 65 WP                  | 65% propaklór                                                                                          | gyomirtó szer (por alakú)                             | I.         |
| SATERB 40 FW                   | 40% terbutrin                                                                                          | gyomirtó szer (folyékony)                             | I.         |
| SATERB 50 WP                   | 50% terbutrin                                                                                          | gyomirtó szer (por alakú)                             | I.         |
| SATURN 50 EC                   | 50% bentiokarb                                                                                         | gyomirtó szer (folyékony)                             | I.         |
| SAVATOX                        | 50% zsírsav                                                                                            | rovarölő szer (folyékony)                             | III.       |
| SCARMAGNAN RÉZGÁLIC            | 98% rézszulfát                                                                                         | gombaölő szer (kristály)                              | III.       |
| SCEPTER                        | 150 g/l imazaquin                                                                                      | gyomirtó szer (folyékony)                             | I.         |
| SCORE 250 EC                   | 250 g/l difenokonazol                                                                                  | gombaölő szer (folyékony)                             | III.       |
| SEKATOR                        | 5% amidoszulfuron + 1,25% jodoszulfuron-metil-nátrium + 12,5% mefenpir-dietil                          | gyomirtó szer (vízoldható granulátum)                 | I.         |
| SELECT 240 EC                  | 26% kletodim                                                                                           | gyomirtó szer (folyékony)                             | I.         |
| SELECT SUPER                   | 13% kletodim                                                                                           | gyomirtó szer (folyékony)                             | II.        |
| SEMAFOR 20 ST                  | 200 g/l bifentrin                                                                                      | rovarölő szer, csávázószer (folyékony)                | I.         |
| SENCOR 70 WG                   | 70% metribuzin                                                                                         | gyomirtó szer (granulátum)                            | II.        |
| SERENO                         | 10% fenamidon + 50% mankoceb                                                                           | gombaölő szer (vízoldható granulátum)                 | II.        |
| SFERA 267,5 EC                 | 187,5 g/l trifloxistrobin + 80 g/l ciprokonazol                                                        | gombaölő szer (folyékony)                             | II.        |
| SHAVIT F                       | 70% folpet + 1,5% triadimenol                                                                          | gombaölő szer (por alakú)                             | II.        |
| SHERPA                         | 250 g/l cipermetrin                                                                                    | rovarölő szer (folyékony)                             | III.       |
| SIGNAL 300 ES                  | 315 g/l cipermetrin                                                                                    | rovarölő szer, csávázószer (folyékony)                | I.         |
| SIGNUM WG                      | 27% boscalid + 7% piraklostrobin                                                                       | gombaölő szer                                         | II.        |
| SILWET L-77                    | 84% polialkilénoxid + 16% polipropén izomer                                                            | tapadásfokozó (folyékony)                             | III.       |
| SINORATOX 40 EC                | 40% dimetoát                                                                                           | rovarölő szer (folyékony)                             | II.        |
| SKOLWAX U és SKOLWAX IT        | paraffinviasz                                                                                          | oltványvédő szer                                      | III.       |
| SOLAR                          | 200 g/l cinidon-etil                                                                                   | gyomirtó szer (folyékony)                             | I.         |
| SOLFO M 80 WP                  | 80% kén                                                                                                | gombaölő szer (por alakú)                             | III.       |
| SOLUTION                       | 97% 2,4-D (DMA)                                                                                        | gyomirtó szer (vízoldható csomagolásban)              | I.         |
| SPIN TOR                       | 480 g/l spinozad                                                                                       | rovarölő szer (folyékony)                             | II.        |
| SPLENDOUR                      | 25 g/l deltametrin                                                                                     | rovarölő szer (folyékony)                             | III.       |
| SPORGON 50 WP                  | 50% prokloráz Mn complex                                                                               | gombaölő szer (por alakú)                             | II.        |
| SPORTAK 45 EC                  | 45% prokloráz                                                                                          | gombaölő szer (folyékony)                             | I.         |
| SPRAYPROVER                    | 95% paraffinolaj                                                                                       | rovarölő szer (folyékony)                             | III.       |
| SPRING                         | 17% ásványolaj                                                                                         | levélfényesítő szer (spray)                           | III.       |
| STABILAN SL                    | 460 g/l klórmekvát                                                                                     | regulátor (folyékony)                                 | I.         |
| STARANE 250 EC                 | 36% fluroxipir (észter)                                                                                | gyomirtó szer (folyékony)                             | I.         |
| STARANE SUPER                  | 100 g/l fluroxipir-metilheptil-észter + 1 g/l floraszulam                                              | gyomirtó szer (folyékony)                             | I.         |
| STEFES AM 22                   | 160 g/l dezmedifam + 160 g/l fenmedifam                                                                | gyomirtó szer (folyékony)                             | I.         |
| STEWARD 30 DF                  | 30% indoxakarb                                                                                         | rovarölő szer (vízoldható granulátum                  | II.        |
| STOMP 330                      | 33% pendimetalin                                                                                       | gyomirtó szer (folyékony)                             | III.       |
| STOMP 400 SC                   | 400 g/l pendimetalin                                                                                   | gyomirtó szer (folyékony)                             | III.       |
| STOP-SCALD                     | 70% etoxiquin                                                                                          | tartósítószer                                         | nincs adat |
| STORK 50 DF                    | 25% karfentrazon + 25% tifenszulfuron-metil                                                            | gyomirtó szer                                         | I.         |
| SUMI-8 12,5 WP                 | 12,5% dinikonazol                                                                                      | gombaölő szer (por alakú)                             | III.       |
| SUMI-ALFA 0,5 ULV              | 5 g/l eszfenvalerát                                                                                    | rovarölő szer (folyékony)                             | I.         |
| SUMI-ALFA 5 EC                 | 5% eszfenvalerát                                                                                       | rovarölő szer (folyékony)                             | II.        |
| SUMI-GUARD                     | 10% alfametrin (alfa-cipermetrin)                                                                      | rovarölő szer (folyékony)                             | II.        |
| SUMILEX 30 GF                  | 30% procimidon                                                                                         | gombaölő szer, füstölő szer                           | II.        |
| SUMILEX 50 WP                  | 50% procimidon                                                                                         | gombaölő szer (por alakú)                             | III.       |
| SUMITHION 50 EC                | 50% fenitrotion                                                                                        | rovarölő szer (folyékony)                             | III.       |
| SWITCH 62,5 WG                 | 250 g/kg fludioxonil + 375 g/kg ciprodinil                                                             | gombaölő szer (vízoldható granulátum)                 | III.       |
| SYNBETAN D FORTE               | 94 g/l etofumezát + 97 g/l dezmedifam                                                                  | gyomirtó szer (folyékony)                             | I.         |
| SYNBETAN MIX                   | 80 g/l fenmedifam + 80 g/l dezmedifam                                                                  | gyomirtó szer (folyékony)                             | I.         |
| SYRIUS                         | 500 g/l 2,4-D (DMA)                                                                                    | gyomirtó szer (folyékony)                             | I.         |
| SYSTHANE 12 E                  | 125 g/l miklobutanil                                                                                   | gombaölő szer (folyékony)                             | III.       |
| SYSTHANE 24E                   | 240 g/l miklobutanil                                                                                   | gombaölő szer (folyékony)                             | III.       |
| SYSTHANE MZ                    | 1,75% miklobutanil + 60% mankoceb                                                                      | gombaölő szer (por alakú)                             | III.       |
| Szexferomoncsapdák             | szexferomonok                                                                                          |                                                       |            |
| SZULFUR 900 FW                 | 900 g/l kén                                                                                            | gombaölő szer (folyékony)                             | III.       |
| TACHIGAREN 70 WP               | 70% himexazol                                                                                          | gombaölő szer, csávázószer (por alakú)                | I.         |
| TAGLÓ                          | 100 g/l deltametrin                                                                                    | rovarölő szer (folyékony)                             | II.        |
| TALSTAR 10 EC                  | 100 g/l bifentrin                                                                                      | rovarölő szer, atkaölő szer (folyékony)               | III.       |
| TAMEX                          | 75 g/l butralin                                                                                        | kacsgátló szer (folyékony)                            | II.        |
| TANGO STAR                     | 84 g/l epoxikonazol + 250 g/l fenpropimorf                                                             | gombaölő szer (folyékony)                             | II.        |
| TANOS                          | 25% cimoxanil + 25% famoxadon                                                                          | gombaölő szer (granulátum)                            | II.        |
| TARGA SUPER                    | 5% quizalofop-P-etil                                                                                   | gyomirtó szer (folyékony)                             | III.       |
| TAZASTOMP SC (ESSENTIAL USE)   | 30% pendimetalin + 20% atrazin*                                                                        | gyomirtó szer (folyékony)                             | II.        |
| TEKPHOS                        | 57% aluminium-foszfid                                                                                  | rovarölő szer (tabletta) (tasak) (pellet)             | I.         |
| TELDOR 500 SC                  | 500 g/l fenhexamid                                                                                     | gombaölő szer (folyékony)                             | III.       |
| TENZOL                         | 72% etoxilált zsíramin                                                                                 | hatásfokozó adalékanyag (folyékony)                   | III.       |
| TERIDOX 500 EC                 | 500 g/l dimetaklór                                                                                     | gyomirtó szer (folyékony)                             | I.         |
| THANOL                         | 58,5% paraffinolaj + 6,5% Triton X-45                                                                  | csávázóadalék (folyékony)                             | III.       |
| THIMET 10 G                    | 10% forát                                                                                              | rovarölő szer, talajfertőtlenítő szer                 | nincs adat |
| THIODAN 35 EC                  | 35% endoszulfán                                                                                        | rovarölő szer (folyékony)                             | II.        |
| THIONEX 35 EC                  | 35% endoszulfán                                                                                        | rovarölő szer (folyékony)                             | II.        |
| THIONEX 50 WP                  | 50% endoszulfán                                                                                        | rovarölő szer (por alakú)                             | II.        |
| THIOVIT JET                    | 80% kén                                                                                                | gombaölő szer (granulátum)                            | III.       |
| TIARA & GOAL                   | 3 kg Tiara 80 WG + 3 l Goal 2 E                                                                        | gyomirtó szer (iker csomagolás)                       | II.        |
| TIARA 60 WG                    | 60% flufenacet                                                                                         | gyomirtó szer (granulátum)                            | II.        |
| TILT 250 EC                    | 25% propikonazol                                                                                       | gombaölő szer (folyékony)                             | III.       |
| TIO-BIOLA                      | Biola + Tiosol ikercsomagolásban                                                                       | gombaölő szer, rovarölő szer (folyékony)              | III.       |
| TIOKOLL 300 SC                 | 300 g/l kén                                                                                            | gombaölő szer (folyékony)                             | III.       |
| TIOSOL                         | 29% kalcium poliszulfid                                                                                | gombaölő szer, rovarölő szer (folyékony)              | III.       |
| TITUS 25 DF                    | 25% rimszulfuron                                                                                       | gyomirtó szer (granulátum)                            | I.         |
| TITUS ATG (ESSENTIAL USE)      | 5x40 g Titus 25 DF + 5 kg Maizina 90 WG + (rimszulfuron+atrazin)                                       | gyomirtó szer (iker csomagolás)                       | I.         |
| TITUS PLUS DF                  | 3% rimszulfuron + 60% dikamba*                                                                         | gyomirtó szer (vízoldható granulátum)                 | I.         |
| TIURAM GRANUFLOW               | 80% tirám (TMTD)                                                                                       | gombaölő szer (granulátum)                            | II.        |
| TOLUREX 50 SC                  | 500 g/l klórtoluron                                                                                    | gyomirtó szer)                                        | I.         |
| TOMIGAN 250 EC                 | 36% fluroxipir-metilheptil-észter                                                                      | gyomirtó szer (folyékony)                             | III.       |
| TOPAS 100 EC                   | 10% penkonazol                                                                                         | gombaölő szer (folyékony)                             | III.       |
| TOPSIN-M 70 WP                 | 70% tiofanát-metil                                                                                     | gombaölő szer (por alakú)                             | III.       |
| TOPSIN-M LV                    | 50% tiofanát-metil                                                                                     | gombaölő szer (folyékony)                             | I.         |
| TORNADO                        | 700 g/l metamitron                                                                                     | gyomirtó szer (folyékony)                             | II.        |
| TORQUE 50 WP                   | 50% fenbutatin-oxid                                                                                    | atkaölő szer (por alakú)                              | I.         |
| TORQUE 55 SC                   | 550 g/l fenbutatin-oxid                                                                                | atkaölő szer (folyékony)                              | I.         |
| TOTRIL                         | 225 g/l ioxinil                                                                                        | gyomirtó szer (folyékony)                             | I.         |
| TREBON 10 F                    | 10% etofenprox                                                                                         | rovarölő szer (folyékony)                             | III.       |
| TREBON 30 EC                   | 30% etofenprox                                                                                         | rovarölő szer (folyékony)                             | II.        |
| TREFLÁN 48 EC                  | 480 g/l trifluralin                                                                                    | gyomirtó szer (folyékony)                             | II.        |
| TREND 90                       | 90% etoxilált izodecil alkohol                                                                         | nedvesítő szer (folyékony)                            | I.         |
| TRIBEL 480 EC                  | 480 g/l triklopir                                                                                      | gyomirtó szer (folyékony)                             | I.         |
| TRICHODEX WP                   | 20% Trichoderma harzianum T-39 törzs                                                                   | gombaölő szer (por alakú)                             | III.       |
| TRICHOPLUS                     | 80% Trichogramma pintoi + 20% Trichogramma evanescens                                                  | élő rovar (báb kapszulában)                           | III.       |
| TRIFLUREX 26 EC                | 26% trifluralin                                                                                        | gyomirtó szer (folyékony)                             | II.        |
| TRIFLUREX 48 EC                | 480 g/l trifluralin                                                                                    | gyomirtó szer (folyékony)                             | II.        |
| TRIFMINE 30 WP                 | 30% triflumizol                                                                                        | gombaölő szer (por alakú)                             | III.       |
| TRITON 320 SL                  | 320 g/l MCPA (DMA)                                                                                     | gyomirtó szer (folyékony)                             | I.         |
| TROPHY                         | 768 g/l acetoklór + 128 g/l diklormid                                                                  | gyomirtó szer (folyékony)                             | II.        |
| TROPOTOX                       | 400 g/l MCPB                                                                                           | gyomirtó szer (folyékony)                             | I.         |
| U 46 D-FLUID SL                | 500 g/l 2,4-D                                                                                          | gyomirtó szer (folyékony)                             | I.         |
| U 46 M PLUS 750 SL             | 750 g/l MCPA (DMA)                                                                                     | gyomirtó szer (folyékony)                             | I.         |
| U-46 M FLUID                   | 500 g/l MCPA                                                                                           | gyomirtó szer (folyékony)                             | I.         |
| UNIFOSZ 50 EC                  | 50% diklórfosz                                                                                         | rovarölő szer (folyékony)                             | II.        |
| VADICELL                       | 5% Dendrocol 17 SK + 5% Silvacol T + 90% Mavicell                                                      | vadriasztó szer                                       | III.       |
| VADÓC                          | 4% Dendrocol 17 SK + 4% Silvacol T + 1% Antivad                                                        | vadriasztó szer                                       | III.       |
| VAKONDŰZŐ PATRON               | 50 g/db paradiklórbenzol                                                                               | vakondriasztó szer (patron)                           | III.       |
| VASGÁLIC                       | 99,5% vasszulfát heptahidrát                                                                           | gombaölő szer                                         | III.       |
| VEGESOL                        | 85% napraforgó olaj + 3% szója lecitin                                                                 | (folyékony)                                           | III.       |
| VEGESOL R                      | 24% réz-hidroxid + 25% növényi olaj                                                                    | gombaölő szer (folyékony)                             | III.       |
| VEKTAFID A                     | 83% paraffinolaj + 17% Atplus 309 F                                                                    | rovarölő szer (folyékony)                             | III.       |
| VEKTAFID A/E                   | 1% Vektafid A                                                                                          | rovarölő szer, aeroszol                               | III.       |
| VEKTAFID R                     | 6% rézoleát + 79% paraffinolaj                                                                         | rovarölő szer (folyékony)                             | III.       |
| VEKTAFID S                     | 7% poliszulfidkén + 58% vazelinolaj                                                                    | (folyékony)                                           | III.       |
| VELPAR                         | 90% hexazinon                                                                                          | gyomirtó szer (por alakú)                             | I.         |
| VENTILÁLT KÉNPOR               | 99% kén                                                                                                | gombaölő szer (por alakú)                             | III.       |
| VENZAR                         | 80% lenacil                                                                                            | gyomirtó szer (por alakú)                             | III.       |
| VERITA                         | 4,5% fenamidon + 67% fosetil-Al                                                                        | gombaölő szer (vízoldható granulátum)                 | II.        |
| VERTIMEC 1,8 EC                | 1,8% abamektin                                                                                         | rovarölő szer (folyékony)                             | II.        |
| VIKING 500 SC                  | 41% metamitron                                                                                         | gyomirtó szer                                         | I.         |
| VIKING 700 SC                  | 700 g/l metamitron                                                                                     | gyomirtó szer (folyékony)                             | II.        |
| VITAVAX 200 FS                 | 200 g/l karboxin + 200 g/l tirám (TMTD)                                                                | gombaölő szer, csávázószer (folyékony)                | I.         |
| VITAVAX 2000                   | 200 g/l karboxin + 200 g/l tirám (TMTD)                                                                | gombaölő szer, csávázószer (folyékony)                | I.         |
| VITAVAX 75 WP                  | 75% karboxin                                                                                           | gombaölő szer, csávázószer (por alakú)                | I.         |
| VITAVAX EXTRA                  | 28% karboxin + 2,5% imazalil + 2,0% tiabendazol                                                        | gombaölő szer, csávázószer (folyékony)                | I.         |
| VITRA RÉZHIDROXID              | 77% réz-hidroxid                                                                                       | gombaölő szer (por alakú)                             | III.       |
| VIVID II.                      | 1% abamektin                                                                                           | rovarölő szer (fainjektor)                            | I.         |
| VONDOZEB DG                    | 75% mankoceb                                                                                           | gombaölő szer (granulátum)                            | III.       |
| VONDOZEB PLUS                  | 80% mankoceb                                                                                           | gombaölő szer (granulátum)                            | III.       |
| VULNERON                       | 1% naftil-ecetsav + 0,1% karboxi-metil-rutin                                                           | fasebkezelő (kenőcs)                                  | III.       |
| VULNERON CS                    | 1% oxin-kopper + 0,1% karboxi-metil-rutin                                                              | fasebkezelő (kenőcs)                                  | III.       |
| VYDATE 10 G                    | 10% oxamil                                                                                             | talajfertőtlenítő szer (granulátum)                   | II.        |
| WAKIL XL 32,5 WG               | 175 g/kg mefenoxam + 100 g/kg cimoxanil + 50 g/kg fludioxonil                                          | gombaölő szer, csávázószer                            | I.         |
| WING EC                        | 250 g/l dimetenamid + 250 g/l pendimetalin                                                             | gyomirtó szer (folyékony)                             | I.         |
| WITOX 72 EC                    | 72% EPTC                                                                                               | gyomirtó szer (folyékony)                             | visszavont |
| ZATO 50 WG                     | 50% trifloxistrobin                                                                                    | gombaölő szer)                                        | II.        |
| ZATO PLUS                      | 0,15 kg Zato 50 WG + 2x1 kg Orthocid 50 WP + (trifloxistrobin+kaptán)                                  | gombaölő szer (iker csomagolás)                       | II.        |
| ZETANIL R                      | 40% réz (réz-oxiklorid) + 4% cimoxanil                                                                 | gombaölő szer (por alakú)                             | III.       |
| ZOLONE 30 WP                   | 30% foszalon                                                                                           | rovarölő szer (por alakú)                             | III.       |
| ZOLONE 350 EC                  | 35% foszalon                                                                                           | rovarölő szer (folyékony)                             | III.       |
| ZOPP                           | 150 g/l glufozinát-ammónium                                                                            | lombtalanító szer (folyékony)                         | I.         |

## Jogszabályok

### Európai Unió
A növényvédő szerekre az EU-ban közös szabályok vonatkoznak, ezek közül a legfontosabbak:
- A Tanács 91/414/EGK irányelve (1991. július 15.) a növényvédő szerek forgalomba hozataláról (Fokozatosan felváltotta az alábbi 1107/2009/EK rendelet.)
- Az Európai Parlament és a Tanács 396/2005/EK rendelete (2005. február 23.) a növényi és állati eredetű élelmiszerekben és takarmányokban, illetve azok felületén található megengedett növényvédőszer-maradékok határértékéről, valamint a 91/414/EGK tanácsi irányelv módosításáról
- Az Európai Parlament és a Tanács 1107/2009/EK rendelete (2009. október 21.) a növényvédő szerek forgalomba hozataláról valamint a 79/117/EGK és a 91/414/EGK tanácsi irányelvek hatályon kívül helyezéséről
  - A Bizottság 540/2011/EU végrehajtási rendelete ( 2011. május 25. ) az 1107/2009/EK európai parlamenti és tanácsi rendeletnek a jóváhagyott hatóanyagok jegyzéke tekintetében történő végrehajtásáról

A jogszabályok folyamatosan frissülnek, ezért a módosításaikat is figyelni kell.

### Magyarország
Magyarországon az uniós jogszabályok egy részét az alábbi rendelet ülteti át:
- 89/2004. (V. 15.) FVM rendelet a növényvédő szerek forgalomba hozatalának és felhasználásának engedélyezéséről, valamint a növényvédő szerek csomagolásáról, jelöléséről, tárolásáról és szállításáról